# Technicolor

Logo della "Technicolor, Inc." durante gli anni 2000

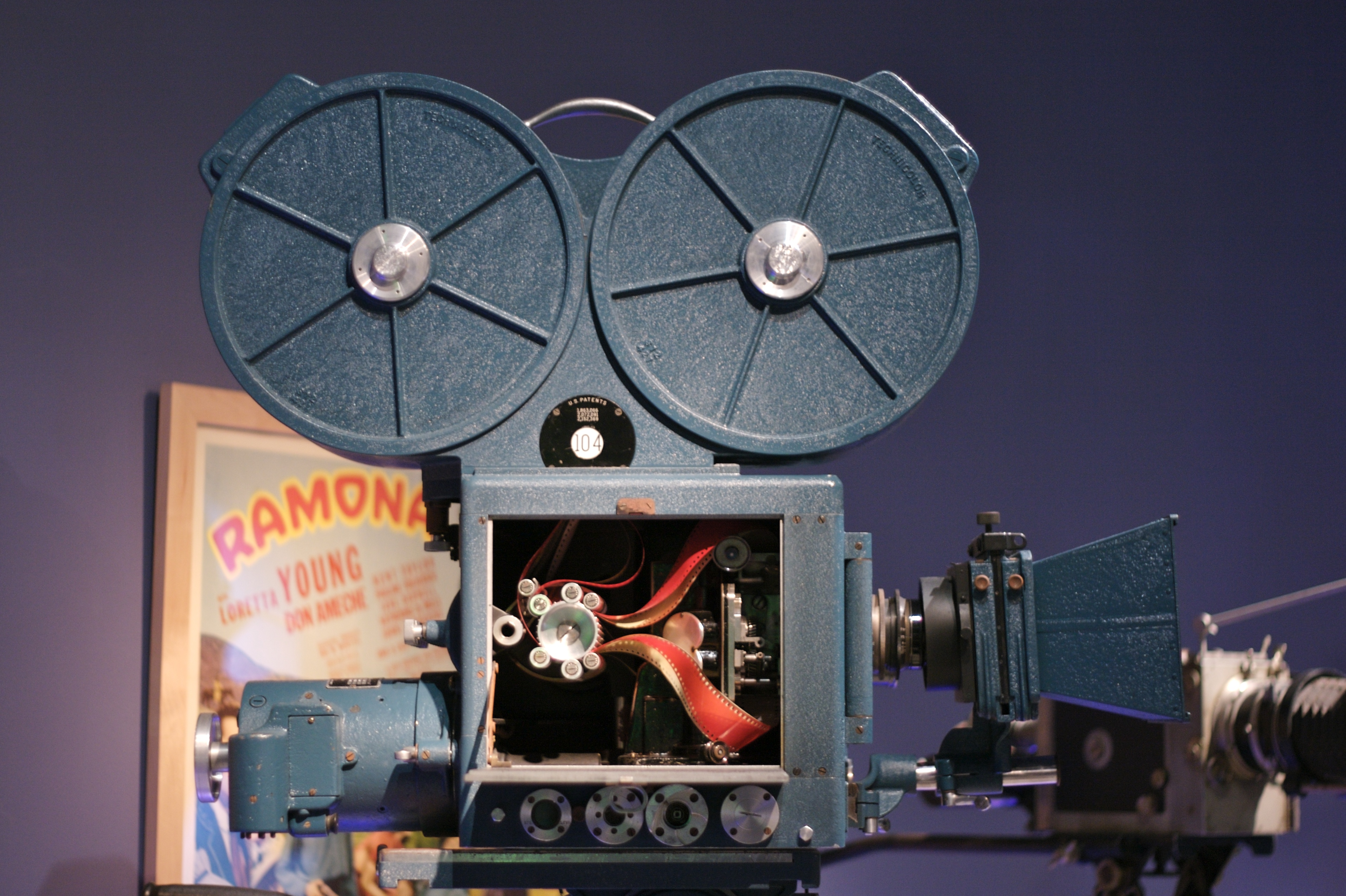
Cinepresa "Three-strip" degli anni trenta

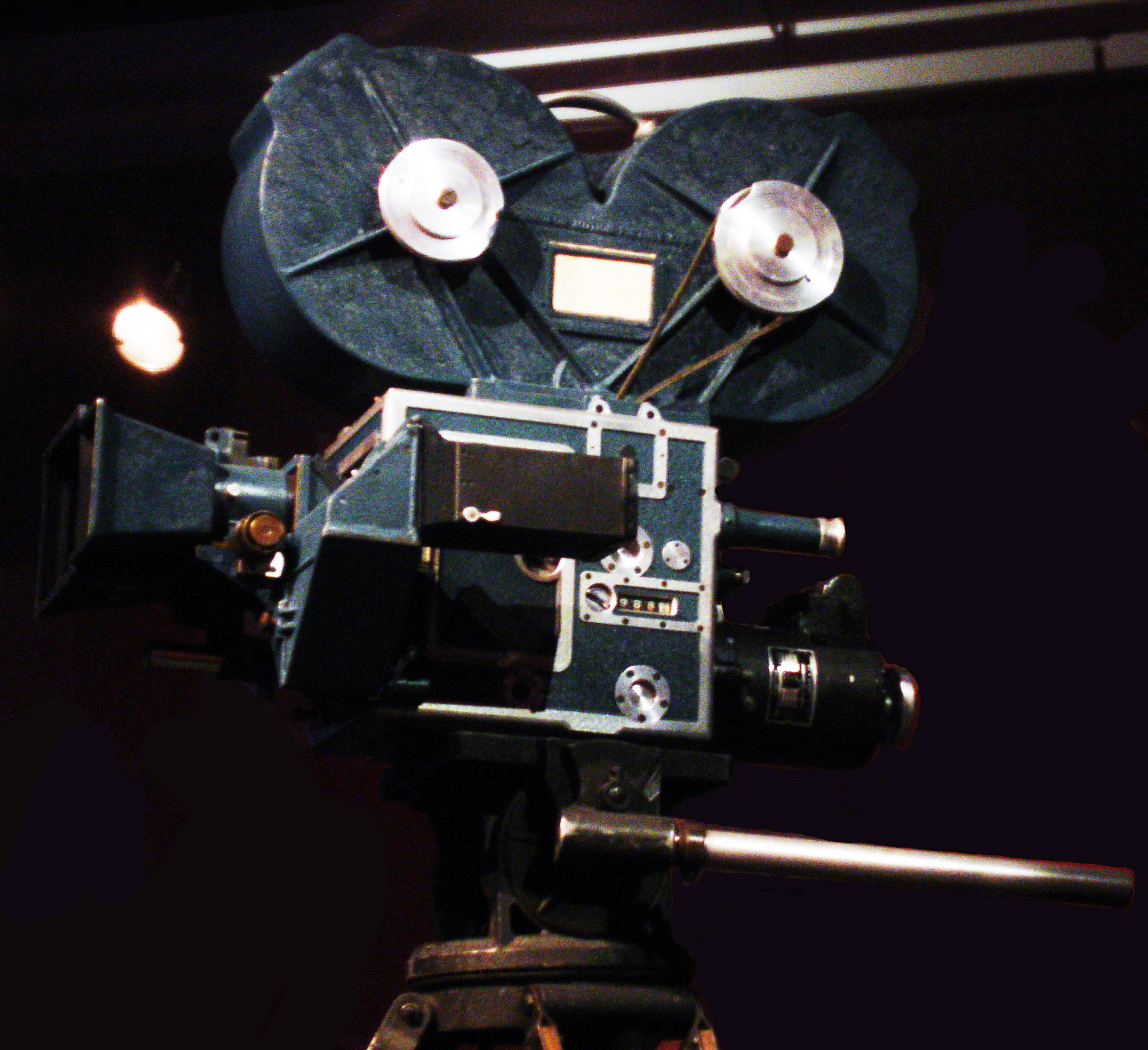
Cinepresa degli anni 1940-1950

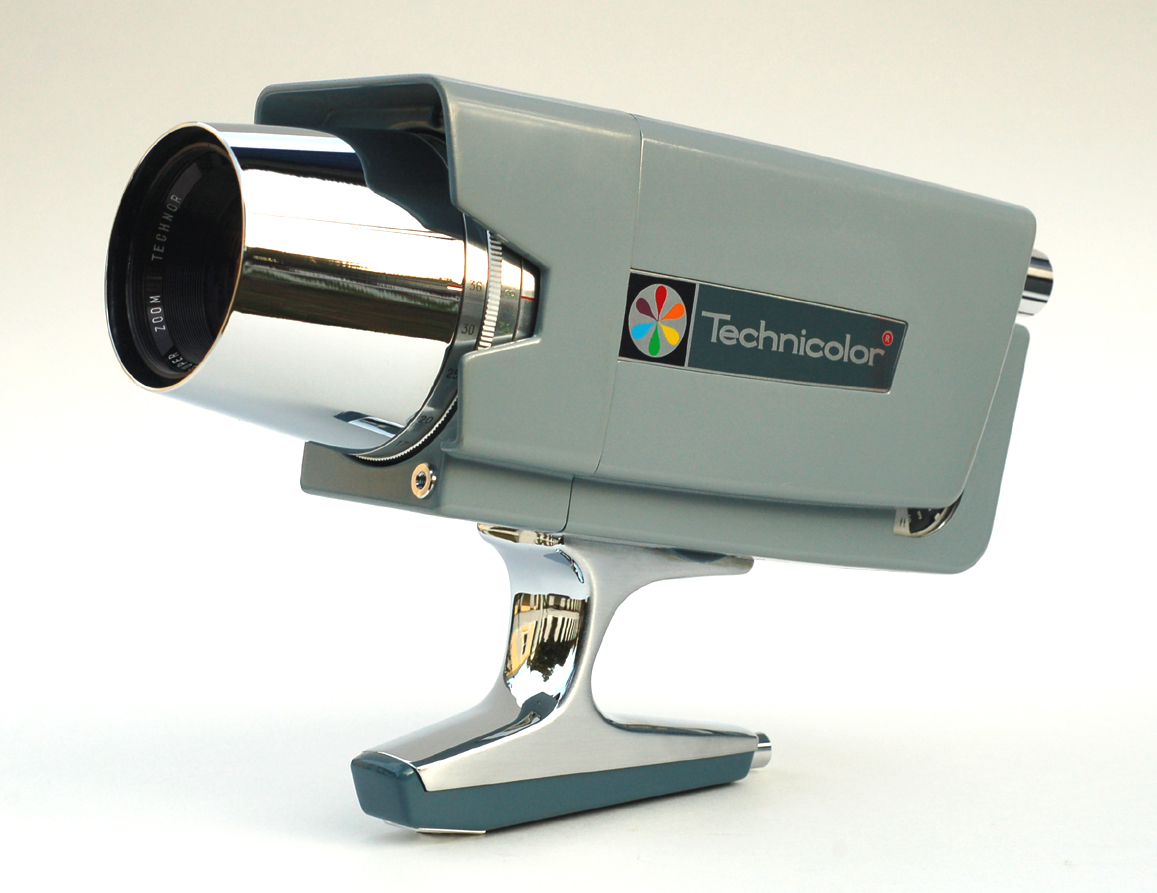
Cinepresa Technicolor Mark Ten Super8 degli anni 1960

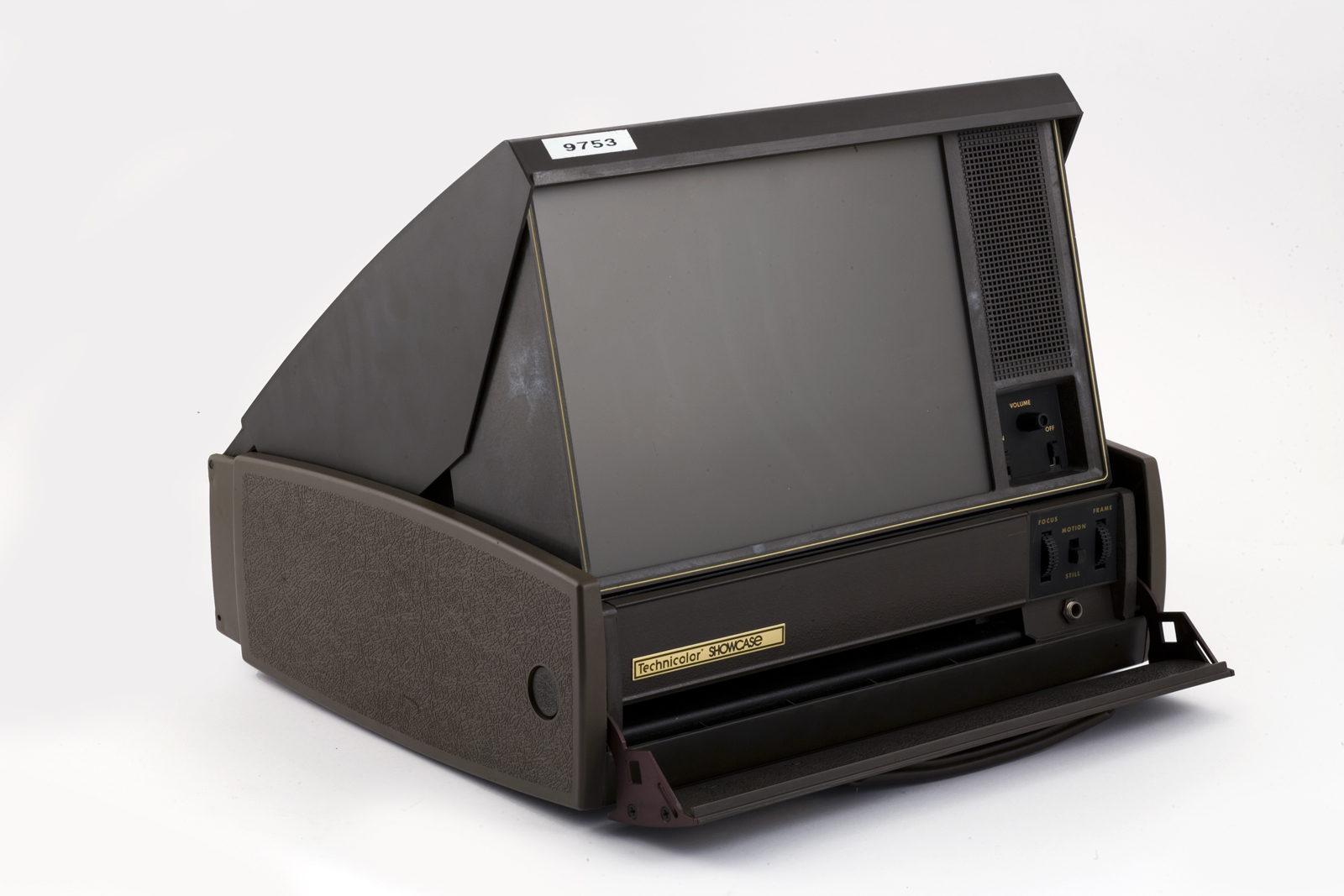
Proiettore cinematografico magnetico, sonoro, per pellicole in cassette Technicolor

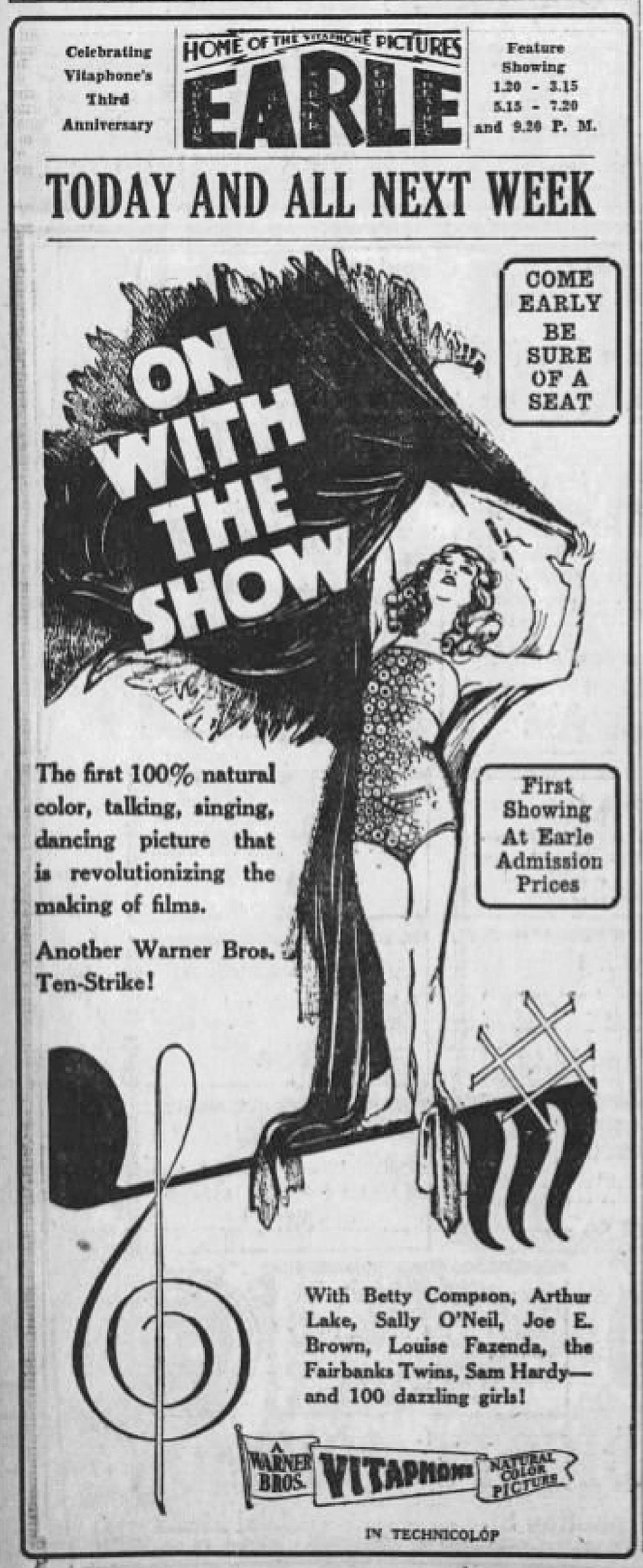
Manifesto pubblicitario del film On with the Show! del 1929

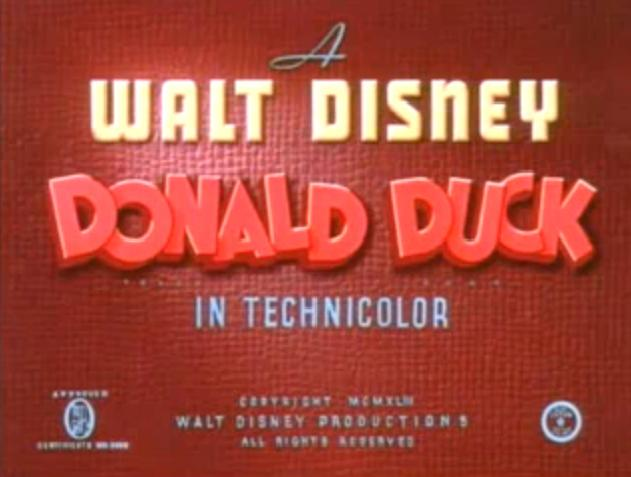
"Intertitolo" del film Disney Paperino / The Spirit of '43 con "in Technicolor". Molti dei cartoni animati degli anni 1930 e 1940 erano prodotti "in Technicolor".

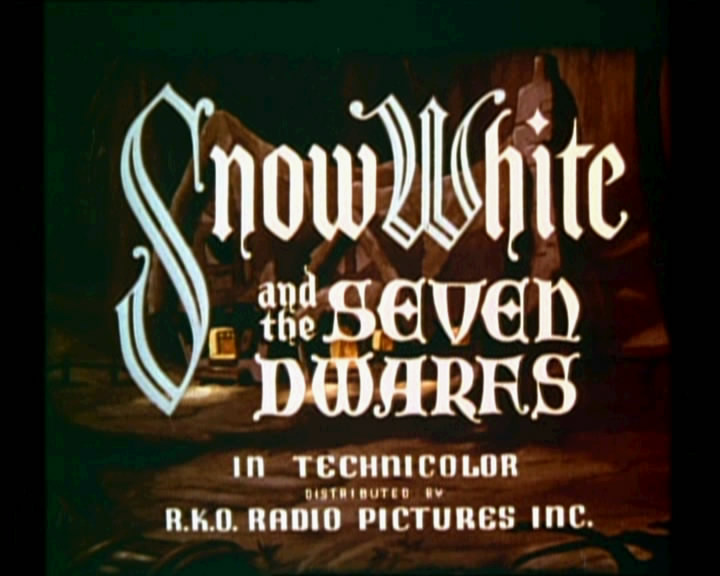
"Intertitolo" del film Disney Biancaneve e i sette nani con "in Technicolor"

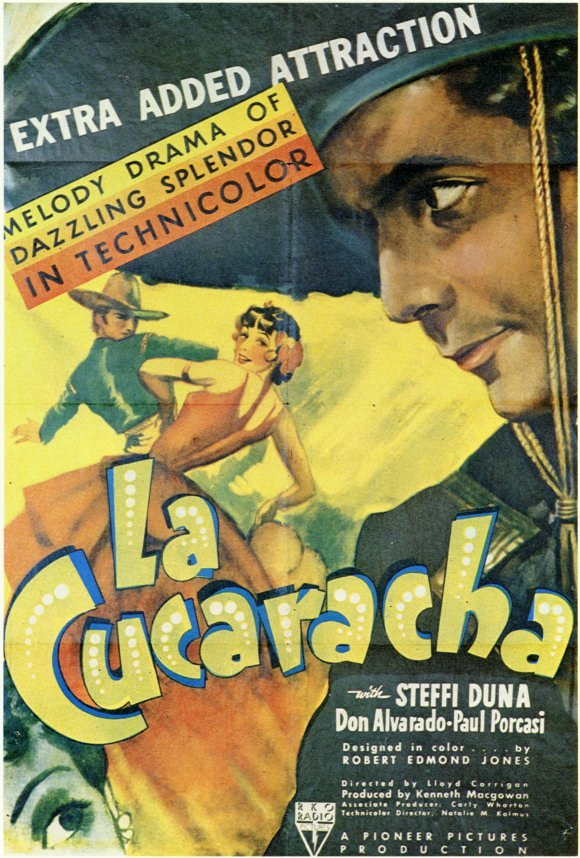
Locandina del film La Cucaracha con "Technicolor"

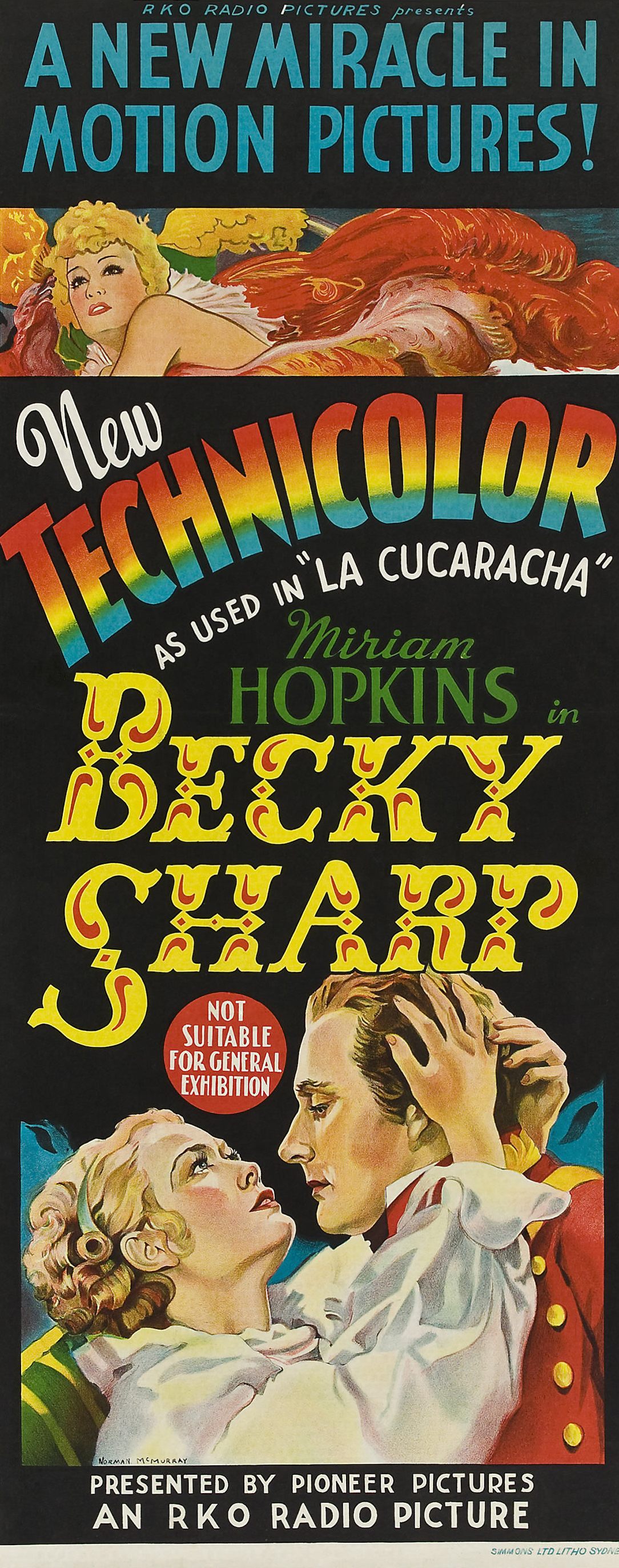
Locandina del film Becky Sharp con "Technicolor"

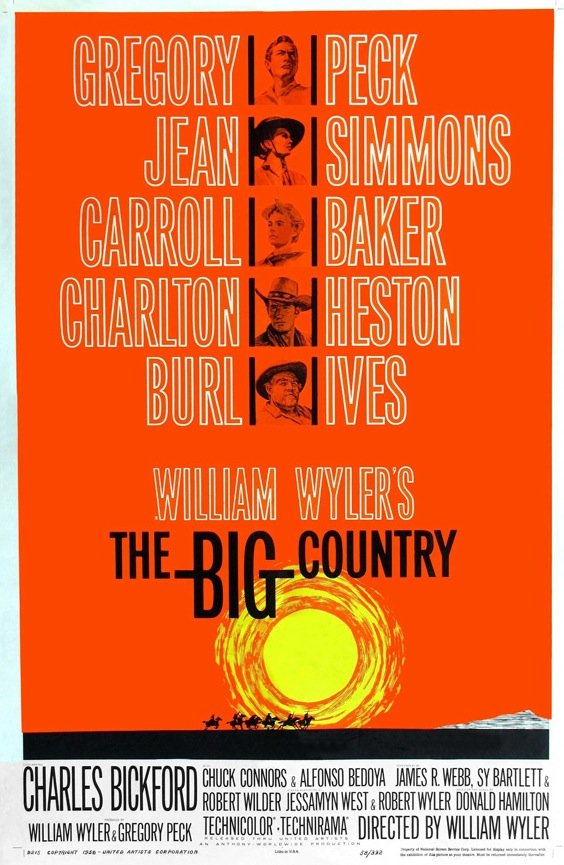
Locandina del film Il grande paese con "Technicolor · Technirama"

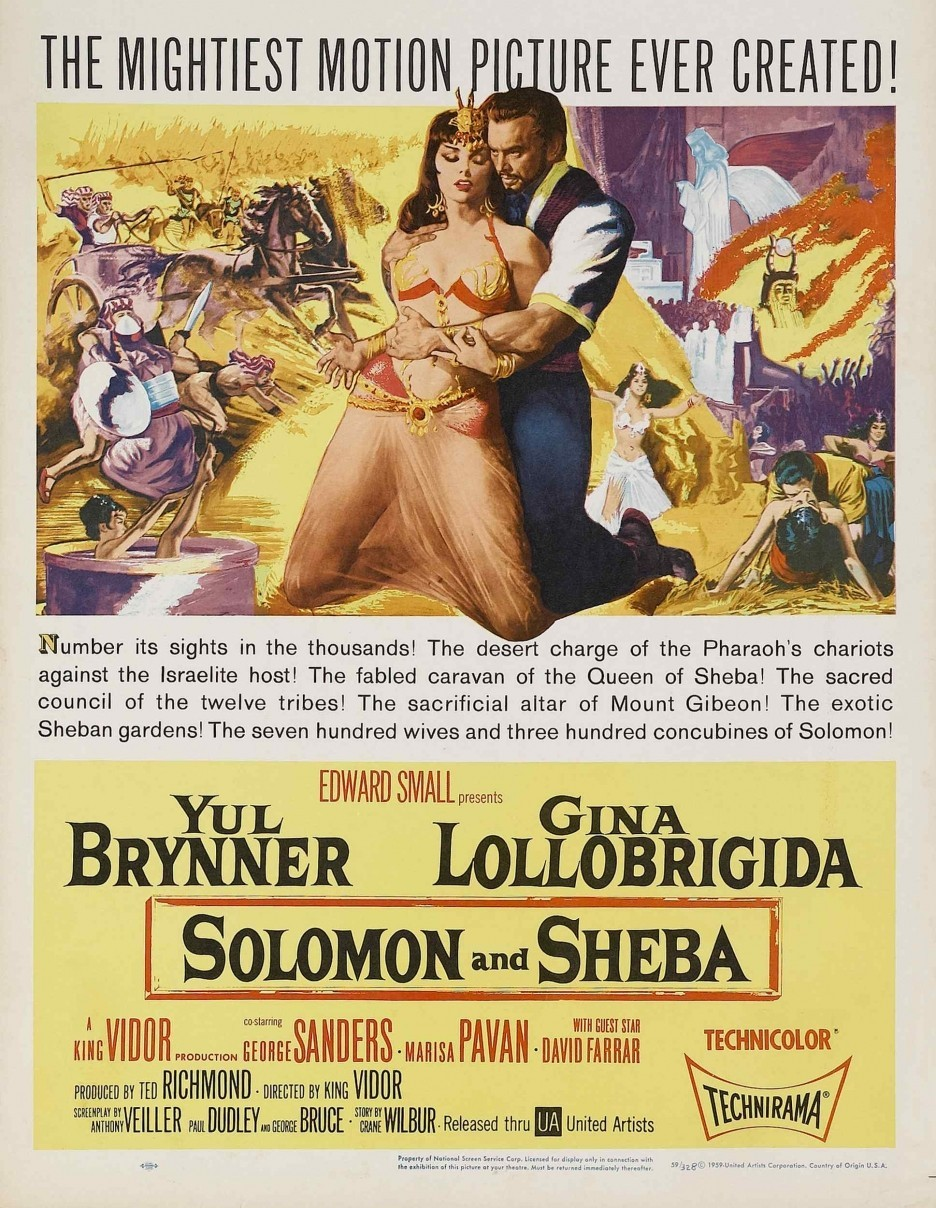
Locandina del film Salomone e la regina di Saba con "Technicolor · Technirama"

Technicolor è il marchio di fabbrica di diversi procedimenti di cinematografia a colori creati dalla Technicolor Motion Picture Corporation – una consociata della Technicolor, Inc. – a partire dal 1916. La Technicolor Motion Picture Corporation fu fondata a Boston nel 1914 da Herbert Kalmus, Daniel Frost Comstock e W. Burton Wescott.
Il Technicolor è stato, dopo il britannico Kinemacolor, il secondo procedimento di cinematografia a colori a essere impiegato su larga scala e – dal 1922 al 1952 – il più usato negli Stati Uniti. Questo procedimento, famoso per i colori saturi e realistici, è stato usato soprattutto per girare film musicali – come Il mago di Oz (1939), Notti argentine (1940) e Cantando sotto la pioggia (1952) –, film in costume – come La leggenda di Robin Hood (1938), Via col vento (1939) e Giovanna d'Arco (1948) – e film d'animazione – come Biancaneve e i sette nani (1937) e Fantasia (1940) –. Poiché la tecnologia era ormai matura, essa fu usata anche in film drammatici e commedie; occasionalmente anche film noir – come Femmina folle (1945) o Niagara (1953) – furono filmati in Technicolor.
Tech nel nome della società era un riferimento al Massachusetts Institute of Technology, dove sia Kalmus sia Comstock si erano diplomati e dove in seguito avrebbero insegnato. Molti dei brevetti iniziali della Technicolor furono creati da Comstock e Wescott, mentre Kalmus figurava principalmente come presidente e amministratore delegato della società; un ruolo di primo piano era inoltre ricoperto da Natalie Kalmus (ex moglie di Kalmus) in qualità di "color supervisor", "executive head of art department" o "color consultant" dal 1933 al 1949.
Nel 2001 la Technicolor, Inc. è stata acquistata dall'azienda francese Thomson SA; nel 2010, quest'ultima ha cambiato la denominazione sociale in Technicolor SA riprendendo il nome dell'azienda statunitense. La "Technicolor SA" (ex "Thomson SA", ex "Thomson Multimedia SA") detiene il 100% della "Technicolor USA Inc." (ex "Thomson Inc.", ex "Thomson Multimedia Inc."); la "Technicolor USA Inc." detiene il 100% della "Technicolor Inc." (ex "Technicolor Corporation of America", ex "Technicolor Motion Picture Corporation").

## Nome Technicolor
Il nome Technicolor è usato in diverse accezioni per indicare:
- le aziende Technicolor, nelle diverse denominazioni: Technicolor Motion Picture Corporation, Technicolor Company, Technicolor Corporation, Technicolor Corporation of America, Technicolor Inc., Technicolor Ltd., Technicolor Italiana, ecc. (dal 1915).
- i laboratori Technicolor, situati in diverse parti del mondo (Boston, Hollywood, Londra e Roma[5]), per lo sviluppo e la stampa, anche con procedimenti non Technicolor (dal 1922);
- i processi o formati Technicolor, cioè i sistemi usati per la ripresa dei film (Process 1, 2, 3 e 4), culminati nel famoso sistema a tre pellicole del 1932 (1917-1955).
- i processi di stampa IB Technicolor, cioè i sistemi usati per la stampa delle copie positive dei film, fra cui i famosi sistemi sottrattivi a tre colori a trasferimento di coloranti (1928-2002, con diverse differenze di disponibilità dopo il 1974 secondo il laboratorio).
- Print by Technicolor o Color by Technicolor, cioè i sistemi usati dal 1954 (Process 5 e 6), a seguito dell'avvento di Eastmancolor (e della loro pellicola) che sostituì il sistema Technicolor a tre pellicole. Da quella data, il nome Technicolor associato a un film indica solamente che esso è "stampato" o "colorato" mediante uno dei sistemi di stampa Technicolor o presso i laboratori di Technicolor (1953-2002).

## Azienda Technicolor

### Cronologia
Anni 1910 
- 1915 - Creazione della Technicolor Motion Picture Corp. da parte di Herbert T. Kalmus (19 novembre 1915).
- 1916 - Introduzione del "Two-color Technicolor Process 1".[6]
- 1917 - The Gulf Between, primo film girato in Technicolor process 1, prodotto a Jacksonville, Florida, nel laboratorio mobile (vagone ferroviario) della Technicolor.

 Anni 1920 
- 1920 - Apertura del primo laboratorio della Technicolor a Boston; fermerà nel 1931.[5]
- 1921 - Herbert T. Kalmus e Natalie Kalmus divorziano, ma la coppia continuerà a lavorare (e vivere) insieme almeno fino al 1944.[7][8]
- 1922 - Introduzione del "Two-color Technicolor Process 2 Bi-pack", in seguito conosciuto anche col nome – improprio – "two-strip Technicolor".[9]
- 1922 - Uscita del film Fior di loto, primo film in "Two-color Technicolor Process 2" e secondo film "in Technicolor".
- 1923 - Apertura del primo laboratorio cinematografico a Hollywood.[5]
- 1928 - Introduzione del "Two-color Technicolor Process 3 Dye-transfer".[10]
- Dalla fine degli anni venti, la Technicolor realizza diverse serie di corti d'animazione: Color Classics, Color Rhapsodies, Happy Harmonies, Looney Tunes, Merrie Melodies, Rainbow Parade, Silly Symphony e Swing Symphony.

 Anni 1930 
- 1932 - Introduzione del "Three-strip Technicolor Process 4 Dye-transfer", in seguito conosciuto anche col nome "Glorious Technicolor".[11]
- 1932 - Uscita del primo cortometraggio d'animazione Disney a colori: Fiori e alberi, che riceve anche l'Oscar al miglior cortometraggio d'animazione.
- 1932 - Technicolor riceve il suo primo Oscar scientifico o tecnico.
- 1934 - Uscita del primo cortometraggio promozionale della Technicolor in "Three-strip Technicolor Process 4": La Cucaracha, che riceve anche l'Oscar al miglior cortometraggio commedia.
- 1935 - Creazione della Technicolor Limited a Londra.
- 1935 - Uscita di Becky Sharp, primo lungometraggio in "Three-strip Technicolor Process 4".
- 1936 - Apertura del laboratorio della Technicolor Limited a Londra, per la produzione locale di film e la stampa di film internazionali.[5]
- 1939 - Uscita di Via col vento, primo lungometraggio girato in Technicolor.
- 1939 - Uscita de Il mago di Oz, girato in three strip IB dye-transfer color.
- 1939 - Special Award alla Technicolor Company per "successfully bringing three-color feature production to the screen".
- 1939 - Nei successivi ventotto anni, i progetti Technicolor ricevono un Oscar per la migliore fotografia a colori ogni anno, escluso tre anni.
- Negli anni 1930, 1940 e 1950, la Technicolor realizza due serie di cortometraggi: 7 Technicolor Classics e 53 Technicolor Specials.

 Anni 1940 
- 1940 - Introduzione del "Technicolor Monopak / Eastman Monopak, type 5267".[12]
- 1944 - Technicolor introduce l'"Optical Printer".
- 1947 - Un'azione legale antitrust del Department of Justice contro Technicolor (e Eastman Kodak, fornitore dei film Technicolor) mette fine al monopolio sui film a colori.[13]
- 1948 - La "Technicolor Ltd." il "Technichrome Process Dye-transfer", che fu utilizzato per filmare i giochi della XIV Olimpiade di Londra.[14][15]

 Anni 1950 
- 1954 - Primo televisore a colori della RCA.
- 1954 - Introduzione del "Technicolor Process 5 Dye-transfer"[16]
- 1955 - Creazione della Technicolor Italiana a Roma[5]. Nello stesso anno ci fu un tentativo per aprire la Société Technicolor Paris a Parigi.
- 1955 - Uscita di Orgoglio di razza, ultimo lungometraggio in "Three-strip Technicolor Process 4".
- 1956 - Realizzazione film Pal Joey, primo lungometraggio ad usare il processo wet-printing.
- 1956 - Introduzione del formato cinematografico "Technirama" a 35 mm[17]. 
 E nel 1959, introduzione del "Super Technirama 70" a 70 mm[18].
- 1959 - Herbert T. Kalmus si ritira dalla "Technicolor, Inc.", l'anno seguente John R. Clark Jr. è eletto presidente.
- 1960 - Apertura del laboratorio della Technicolor Italiana a Roma, per la produzione e la stampa di film per il mercato europeo.[5]

 Anni 1960 
- 1963 - La "Technicolor Italiana" introduce il formato cinematografico "Techniscope" (2-perf).[19]
- 1964 - La Technicolor è ingaggiata National Aeronautics and Space Administration (NASA) per elaborare il film per le loro operazioni fotografiche presso il Kennedy Space Center in Florida.
- 1966 - Technicolor si espande per servire i network televisivi.
- 1968 - Esce Barbarella, di Roger Vadim con Jane Fonda nel ruolo di Barbarella; il film è girato in "Technicolor" (colore) e "Panavision" (procedimento cinematografico).[20]
- 1969 - Technicolor elabora i filmati della missione lunare dell'Apollo 11.

 Anni 1970 
- 1975 - I laboratori dye-transfer di Hollywood sono chiusi.

 Anni 1980 
- 1980 - La Technicolor inizia a sviluppare delle ricerche sulla masterizzazione e per la realizzazione di masterizzatori.
- 1980 - Funai in collaborazione con Technicolor produce la sua prima videocassetta CVC e il videoregistratore "Model 212".[21][22][23][24]
- 1981 - Technicolor produce la sua prima videocassetta VHS.
- 1982 - La statunitense MacAndrews & Forbes acquista la "Technicolor, Inc.".
- 1988 - La britannica Carlton Communications acquista la "Technicolor, Inc." dalla statunitense MacAndrews & Forbes.
- 1988 - Thomson SA diventa un membro fondatore del MPEG (Motion Picture Experts group), in quanto stakeholder di primo piano negli standard audio-MP3 e video-MPEG-1.

 Anni 1990 
- 1992 - I Giochi olimpici di Albertville e di Barcellona (del 1992) sono i primi a essere prodotti e trasmessi in HDTV.
- 1993 - Il formato di file audio MP3 diventa uno standard ISO.
- 1993 - Technicolor effettua il broadcasting satellitare per trasmettere centinaia di canali verso una antenna offset a disco di 18 pollici (46 cm) sugli Stati Uniti d'America continentali attraverso l'adattamento della compressione video MPEG.
- 1994 - Primo set-top box digitale immesso sul mercato (da Thomson SA).
- 1994 - Introduzione del primo ricevitore satellitare ad alta potenza di DirecTV, con una piccola antenna parabolica da 18 pollici (46 cm) e prodotto sotto il marchio RCA.
- 1995 - Thomson insieme al Fraunhofer IIS lanciano il formato MP3, che sarà all'origine dell'espansione della distribuzione della musica e del broadcasting su internet.
- 1996 - La Technicolor produce i dischi DVD-Video per il lancio sul mercato di questo formato.
- 1996 - Primo set-top box DVB immesso sul mercato (da Thomson SA).
- 1996 - Introduzione dello standard MPEG-2, supportato da Technicolor.
- 1997 - Introduzione del "Technicolor Process 6 Dye-transfer", utilizzato fino al 2002.[25]
- 1998 - La Technicolor accorda delle licenze per la sua tecnologia proprietaria al fine di integrare degli ologrammi anti-contraffazione sui CD e il DVD.
- 1999 - Primo modem USB sul mercato (da Thomson SA) venduto in 2,1 milioni di esemplari.

 Anni 2000 
- 2000 - Primo router ADSL wireless immesso sul mercato (da Thomson SA).
- 21 marzo 2000: La "Tecnicolor, Inc.", di Camarillo, acquista la Consolidated Film Industries, un'azienda statunitense di servizi per l'industria cinematografica, per 48 milioni di dollari cash.[26][27]
- 19 dicembre 2000: "Thomson Multimedia" acquista la "Tecnicolor, Inc.", dalla Carlton Communications, per 2,1 miliardi di dollari: 1,35 miliardi cash e 15,5 milioni in azioni della Thomson.[28]
- 2001: Carlton Communications entra nel capitale di "Thomson Multimedia" con il 5,5%; la partecipazione di "Thomson SA" (all'epoca nome della società holding, poi rinominata "TSA") passa dal 37,9% al 35,8%. Il progetto di partenariato tra Carlton e TMM prevede da un lato l'ingresso di Carlton nel capitale di TMM e dall'altro l'acquisto di TMM di "Technicolor, Inc." detenuta al 100% da Carlton.
- 16 marzo 2001: "Thomson Multimedia", attraverso la filiale statunitense "Thomson Multimedia Inc.", completa l'acquisizione di "Technicolor, Inc.".[29]
- 2001 - Technicolor avvia un partenariato con Microsoft per duplicare e distribuire dei videogiochi per l'Xbox.
- 2002 - Technicolor (Thomson) è un membro fondatore del Blu-ray Disc Association (BDA), un'associazione per stabilire il formato standard del Blu-ray Disc.
- 2002 - Primo set-top box DVR immesso sul mercato (da Thomson).
- 2002 - La "Thomson Multimedia" cambia nome in "Thomson"; di conseguenza anche la filiale statunitense "Thomson Multimedia Inc." cambia nome in "Thomson Inc.".
- 2003 - Thomson e Fraunhofer-ISS introducono la nuova versione della tecnologia Mp3PRO: la quale permette di raddoppiare la quantità di musica inseribile in un CD (rispetto alla tecnologia MP3) pur mantenendone la qualità, usando la compressione audio digitale SBR. Questa tecnologia tuttavia non si è mai veramente affermata.
- 2004 - Technicolor acquisisce The Moving Picture Company (MPC), espandendo nel mondo i propri servizi post-produzione per includere i primi servizi VFX sia per i film sia per le industrie.
- 2004 - Primo set-top box HD MPEG-4 immesso sul mercato (da Thomson SA).
- 2005 - "Technicolor Digital Cinema" lancia "SkyArc", il più grande network di distribuzione digitale per la pubblicità cinematografica.
- 2005 - Technicolor riceve un Academy "Sci-Tech" Award per l'innovazione "Technicolor RATS" (Technicolor Real Time Answer Print System) per la pre-visualizzazione dei colori in laboratorio.[30]
- 2005 - Uscita di Chicken Little - Amici per le penne, primo film in 3D dell'era moderna.
- 2005 - Primo set-top box triple play ST immesso sul mercato (da Thomson SA).
- 2005 - Technicolor lancia la divisione "Electronic Content Distribution Services", per la fornitura di servizi di cinema digitale e alla distribuzione sicura della gestione dei contenuti a casa.
- 2006 - Technicolor produce il suo primo Blu-ray Disc, in occasione del lancio sul mercato del formato.
- 2006 - Technicolor produce il suo primo HD DVD, in occasione del lancio sul mercato del formato.
- 2006 - Technicolor riceve un Academy "Sci-Tech" Award per il processo di archiviazione dei colori "Technicolor digital YCM" (TDI process).[31]
- 2006 - Nel mese di settembre, la Technicolor produce il suo primo Holographic Versatile Disc.
- 2006 - Prima mondiale di streaming in sistema real-time di un film digitale non compresso in 4K a distanza su internet.
- 2007 - Il "Digital Services Group" di Technicolor restaura, in occasione del 25º anniversario, il classico della Warner Bros. Blade Runner, che è presentato nella versione "The Final Cut" il 5 ottobre 2007 a Los Angeles e New York.[32]

 Anni 2010 
- 2010 - L'azienda francese Thomson SA cambia nome in "Technicolor SA"; la filiale statunitense "Thomson Inc." diventa "Technicolor USA Inc.".
- 2010 - In ottobre, 100 milioni di gateways sono venduti.
- 2010 - Technicolor produce il primo Blu-ray 3D Disc al mondo.
- 2011 - Il film Hugo Cabret (Robert Richardson), girato e uscito in 3D, vince un l'Oscar alla migliore fotografia.
- 2012 - Il film Vita di Pi (Claudio Miranda), girato e uscito in 3D, vince un l'Oscar alla migliore fotografia. Moving Picture Company vince il suo primo Oscar ai migliori effetti speciali, sempre nella stessa cerimonia.
- 2012 - Primo set-top box client integrante la videochiamata sul televisore per "multiple-system operator" (MSO).
- 2012 - Technicolor produce il suo 350 milionesimo Blu-ray Disc.
- 2013 - Technicolor partecipa alla produzione e post-produzione del film Gravity, girato e/o distribuito in 3D; che l'anno seguente vince diversi Premi Oscar, insieme ad altri film a cui la Technicolor aveva contribuito, tra cui: Dallas Buyers Club, Il grande Gatsby e Frozen.[33][34]
- 2014 - Technicolor introduce il primo set-top box 4K/Televisione a ultra alta definizione "high-frame-rate", al Cable Show 2014.
- 2014 - Dal 1984, Technicolor ha consegnato più di 300 milioni di unità di Customer Premises Equipment su cinque continenti.
- 2014 - Premi Oscar 2014: gli scienziati colore di Technicolor sono premiati con un Oscar al merito tecnico-scientifico per i contributi alla tecnologia "ASC CDL" della American Society of Cinematographers.[34][35]
- 2014 - Technicolor produce il suo 900 milionesimo Blu-ray Disc.
- 2015 - Technicolor diventa un membro fondatore della UHD Alliance.
- 2015 - Dimostrazione, in partnership con Sinclair Broadcast Group, del primo broadcast over-the-air live al mondo in HDR Ultra HD, al NAB Show.
- 2015 - Technicolor diventa la prima società al mondo ad aver venduto 200 milioni di set-top box ai suoi clienti.
- 24 gennaio 2015 - Inaugurazione dell'esposizione "In Glorious Technicolor" al George Eastman Museum, nel contesto dei 100 anni della fondazione della Technicolor.[36]
- 30 marzo 2016: Technicolor, nel contesto della celebrazione del 100º anniversario, riceve una "Hollywood Star of Recognition" da parte della Hollywood Chamber of Commerce.[37][38]

### Film in Technicolor
"Two-color Technicolor Process 1"
- 1917: The Gulf Between
- 1920: Agonia sui ghiacci (alcune sequenze)

"Two-color Technicolor Process 2"
- 1922: Fior di loto (1º film in process 2)
- 1923: I dieci comandamenti (alcune sequenze)
- 1924: Cytherea (alcune sequenze)
- 1924: Perle vere e perle false (alcune sequenze)[41]
- 1924: L'errante senza colpa (2º film in process 2)
- 1925: La grande parata (alcune sequenze)
- 1925: The King on Main Street (alcune sequenze)[42]
- 1925: Marionettes (alcune sequenze)[43]
- 1925: La vedova allegra (alcune sequenze)
- 1925: Il fantasma dell'Opera (alcune sequenze)
- 1925: La mosca nera (alcune sequenze)
- 1925: Le sette probabilità (sequenza)
- 1925: Teatromania (alcune sequenze)
- 1925: Ben-Hur (alcune sequenze)
- 1926: The American Venus (alcune sequenze)[44]
- 1926: Gli eroi del deserto (alcune sequenze)
- 1926: Il pirata nero (3º film in process 2)
- 1926: Irene non ti spogliare! (alcune sequenze)
- 1926: Michel Strogoff (alcune sequenze)[45]
- 1926: La brigata del fuoco (alcune sequenze)
- 1927: The Flag: A Story Inspired by the Tradition of Betsy Ross (cortometraggio)[46]
- 1927: A Gentleman of Paris (inserto)
- 1927: Il re dei re (alcune sequenze)
- 1927: Sogni dorati (4º e ultimo film in process 2)

"Two-color (Two-strip) Technicolor Process 3"
Film muti
- 1927: Casanova (sequenze)
- 1928: Legge di guerra
- 1928: None but the Brave[48]
- 1928: Quello che donna vuole...
- 1928: The Water Hole[49]
- 1928: Sinfonia nuziale (sequenze)

Film con sonoro
- 1928: I vichinghi (1º film in process 3)
- 1929: Broadway (sequenze)
- 1929: La canzone di Broadway (sequenze)
- 1929: The Cuckoos (sequenze)[50]
- 1929: La danza della vita (sequenze)
- 1929: Il tenente di Napoleone
- 1929: The Desert Song (sequenze)[51]
- 1929: Footlights and Fools[52]
- 1929: Glorifying the American Girl (sequenze)
- 1929: Cercatrici d'oro
- 1929: Good News (sequenze)[53]
- 1929: His First Command (sequenze)[54]
- 1929: Hollywood che canta (sequenze)
- 1929: Gli amori di Casanova[55]
- 1929: Il serpente bianco[56]
- 1929: L'isola misteriosa
- 1929: On with the Show![57][58]
- 1929: Paris (sequenze)[59]
- 1929: Peacock Alley (sequenze)[60]
- 1929: Pointed Heels (sequenze)[61]
- 1929: Radio Rambler (sequenze)
- 1929: Red Hot Rhythm (sequenze)[62]
- 1929: Redskin[63]
- 1929: Rio Rita (sequenze)
- 1929: Rivista delle nazioni

Film parlati
- 1930: Ben-Hur (riedizione, sequenze)
- 1930: Le rose della castellana
- 1930: Bright Lights[64]
- 1930: Arcobaleno (sequenze)
- 1930: Dixiana (sequenze)[65]
- 1930: Ragazze e giovanotti del 1890 (sequenze)
- 1930: Follow Thru
- 1930: Il generale Crack (sequenze)
- 1930: Golden Dawn
- 1930: Gli angeli dell'inferno (sequenze)
- 1930: Hit the Deck (sequenze)
- 1930: Hold Everything
- 1930: Hollywood Revue of 1930 (The March of Time) (sequenze)
- 1930: It's a Great Life (sequenze)
- 1930: Il re del jazz
- 1930: Leathernecking
- 1930: The Life of the Party, regia di Roy Del Ruth
- 1930: Lord Byron of Broadway (sequenze)
- 1930: The Lottery Bride (sequenze)
- 1930: Mammy (sequenze)
- 1930: The March of Time (non realizzato)
- 1930: Il prezzo della gloria
- 1930: No, No, Nanette (sequenze)
- 1930: Paramount on Parade (sequenze)
- 1930: Il fantasma dell'Opera (riedizione)
- 1930: Follie di Broadway (sequenze)
- 1930: Amor gitano
- 1930: Sally
- 1930: Show Girl in Hollywood (sequenze)
- 1930: Son of the Gods (sequenze)
- 1930: Song of the Flame (sequenze)
- 1930: Song of the West
- 1930: Sweet Kitty Bellairs
- 1930: They Learned About Women (sequenze)
- 1930: Toast of the Legion (Kiss Me Again) (sequenze)
- 1930: Under a Texas Moon
- 1930: Se io fossi re
- 1930: Whoopee
- 1931: Fanny Foley Herself (sequenze)
- 1931: 50 Million Frenchmen
- 1931: Kiss Me Again
- 1931: The Runaround (Lovable and Sweet) (sequenze)
- 1931: Viennese Nights
- 1931: The Runaround (Waiting at the Church) (sequenze)
- 1931: Woman Hungry
- 1932: Il dottor X (penultimo film in process 3)
- 1932: Manhattan Parade (sequenze)
- 1933: Oceano (sequenze)
- 1933: La maschera di cera (ultimo film in process 3)

"Three-strip Technicolor Process 4"
Più di un centinaio di film sono stati girati in Glorious Technicolor (Three-strip Technicolor) tra il 1932 e il 1955.
- 1932: Fiori e alberi (1º cortometraggio d'animazione)
- 1934: La Cucaracha (1º cortometraggio live action)
- 1935: Becky Sharp (1º lungometraggio in process 4)
- 1954: L'ammutinamento del Caine
- 1955: La signora omicidi (ultimo film inglese in process 4)
- 1955: Orgoglio di razza (ultimo film in process 4)

2× "Three-strip Technicolor Dynoptic 3-D"
- 1953: Contrabbando a Tangeri
- 1953: I figli del secolo

"Technicolor Process 5"
Centinaia di film sono stati girati in "Technicolor Process 5" tra il 1954 e il 1990. Tra cui:
- 05/08/1955: Caccia al ladro
- 25/12/1955: Secondo amore
- 25/12/1956: Come le foglie al vento
- 13/02/1957: Cenerentola a Parigi
- 25/10/1957: Pal Joey
- 09/05/1958: La donna che visse due volte
- 28/06/1959: Intrigo internazionale
- 28/03/1963: Gli uccelli
- 23/08/1963: I tre volti della paura
- 07/09/1964: Deserto rosso
- 14/07/1966: Il sipario strappato
- 15/09/1966: Fahrenheit 451
- 23/12/1966: Il buono, il brutto, il cattivo
- 13/08/1967: Matchless
- 10/10/1968: Barbarella
- 18/10/1968: The Cat Has Nine Lives (Neun Leben hat die Katze)
- 17/10/1968: Bullitt
- 30/10/1968: Il leone d'inverno
- 20/11/1968: Bora Bora
- 14/07/1969: Easy River
- 12/12/1974: Il padrino - Parte II
- 01/02/1977: Suspiria
- 10/09/1989: Alien Space Avenger
- 21/04/1990: Ju Dou

"Technirama" e "Super Technirama 70"
Film girati in Technirama e Super Technirama 70 (indicati con *) tra il 1956 e il 1985.
- 1956: Montecarlo (1º film in Technirama)
- 1957: Due gentiluomini attraverso il Giappone
- 1957: Timbuctù
- 1957: Passaggio di notte
- 1957: Sayonara
- 1958: La signora mia zia
- 1958: Il grande paese
- 1958: Paris Holiday
- 1958: La diga sul Pacifico
- 1958: Arrivederci Roma
- 1958: I vichinghi
- 1959: Come prima
- 1959: Il grande capitano
- 1959: Vento di tempesta
- 1959: La maja desnuda
- 1959: Salomone e la regina di Saba*
- 1959: La bella addormentata nel bosco*
- 1959: La tempesta
- 1960: L'erba del vicino è sempre più verde
- 1960: Spartacus*
- 1960: Il garofano verde (The Trials of Oscar Wilde)*
- 1961: Il sangue e la rosa
- 1961: Cartagine in fiamme*
- 1961: El Cid*
- 1961: Il re dei re*
- 1961: Ombre bianche*
- 1961: Il mondo di notte
- 1961: Barabba*
- 1962: 55 giorni a Pechino*
- 1962: La donna che inventò lo strip-tease
- 1962: La furia degli implacabili
- 1962: L'urlo della battaglia
- 1962: Capobanda
- 1962: La mia geisha
- 1962: Il mondo di notte numero 2*
- 1963: Il Gattopardo*
- 1964: Il circo e la sua grande avventura*
- 1964: L'arciere delle mille e una notte
- 1964: Le lunghe navi*
- 1964: La Pantera Rosa*
- 1964: Zulu*
- 1985: Taron e la pentola magica* (ultimo film in Technirama)

"Techniscope"
Centinaia di film sono stati girati in Techniscope (2-perf) tra gli anni 1960 e 1980.
- 1960: La donna dei faraoni (1º film in Techniscope)
- 1964: La rivolta del Sudan
- 1964: For Those Who Think Young
- 1964: La legge dei fuorilegge
- 1964: S.O.S. Naufragio nello spazio
- 1964: Il cantante del luna park
- 1964: Quando l'amore se n'è andato
- 1965: I pistoleri maledetti
- 1965: Billie
- 1965: Lo sperone nero
- 1965: Dollari maledetti
- 1965: La costa dei barbari
- 1965: Le cinque chiavi del terrore

"Technicolor Process 6"
Film girati in "Technicolor Process 6" tra il 1997 e il 2002.
- vedi film in Process 6

### Premi Oscar
Come Technicolor, Inc. (azienda statunitense), proprietaria della Technicolor Motion Picture Corporation che aveva realizzato il procedimento Technicolor, l'azienda ha vinto diversi Premi Oscar:
- 1931/'32 (5ª ed.): Scientific or Technical Award (Class II) alla Technicolor Motion Picture Corporation;
- 1939 (12ª ed.): Special Award alla Technicolor Company;
- 1939 (12ª ed.): Scientific or Technical Award (Class III) alla Technicolor Motion Picture Corporation;
- 1952 (25ª ed.): Scientific or Technical Award (Class II) alla Technicolor Motion Picture Corporation;
- 1959 (32ª ed.): Scientific or Technical Award (Class II) alla Technicolor Corporation (due premi);
- 1961 (34ª ed.): Scientific or Technical Award (Class II) alla Technicolor Corporation;
- 1961 (34ª ed.): Scientific or Technical Award (Class III) alla Technicolor Corporation;
- 1995 (68ª ed.): Scientific and Technical Award (Scientific and Engineering Award) alla Technicolor, Inc.

## Procedimenti Technicolor
| Procedimento                                                      | Anni          | Sintesi     | Primari  | Altro                                           | Note   |
| ----------------------------------------------------------------- | ------------- | ----------- | -------- | ----------------------------------------------- | ------ |
| "Technicolor Process/System 1"                                    | 1916-1920     | Additiva    | 2 colori | Beam splitter                                   | [ 6 ]  |
| "Technicolor Process/System 2"                                    | 1922-1927     | Sottrattiva | 2 colori | 2 toned films cemented                          | [ 9 ]  |
| "Technicolor Process/System 3"                                    | 1927-1932     | Sottrattiva | 2 colori | Beam splitter, dye transfer                     | [ 10 ] |
| "Technicolor Process/System 4" Three-strip o Glorious Technicolor | 1932-1953     | Sottrattiva | 3 colori | Color separation, Beam splitter, dye transfer   | [ 11 ] |
| "Technichrome Process/System"                                     | 1948          | Sottrattiva | 2 colori | Dye transfer, 2 color bi-pack, 3 color printing | [ 14 ] |
| "Technicolor Process/System 5"                                    | 1954-1974/'77 | Sottrattiva | 3 colori | Dye transfer                                    | [ 16 ] |
| "Technirama Format"                                               | 1956-1985     |             |          |                                                 | [ 17 ] |
| "Super Technirama 70 Format"                                      | 1959-1985     |             |          |                                                 | [ 18 ] |
| "Techniscope Format"                                              | 1963-1981     |             |          | 2-perf                                          | [ 19 ] |
| "Technicolor Process/System 6"                                    | 1997-2002     | Sottrattiva | 3 colori | Dye transfer                                    | [ 25 ] |

### Process 1 - procedimento additivo a due colori

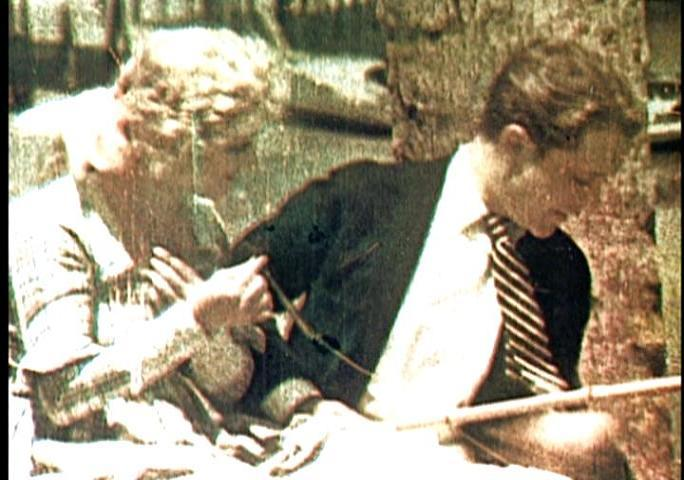
Fotogramma del film The Gulf Between

Il primo procedimento Technicolor, noto come Technicolor Process 1 (o Technicolor System 1), risale al 1917 (al 1916 secondo alcune fonti) ed è del tipo additivo bicromatico (cioè a due colori). I suoi inventori sono Daniel F. Comstock, Herbert Kalmus e W. Burton Wescott.
Nella cinepresa un prisma, posto dietro l'obiettivo, separa la luce entrante in due fasci che, dopo essere stati filtrati con due filtri rispettivamente rosso e ciano impressionano a ogni apertura dell'otturatore due fotogrammi consecutivi di una pellicola negativa in bianco e nero, producendo così due diversi negativi di selezione. Dalla pellicola negativa si ottiene, per stampa positivo-negativo, o per inversione, un positivo in bianco e nero.
Nella figura 1 sono mostrate la pellicola negativa e il positivo da proiezione. Le coppie di fotogrammi indicati con selezione rosso e selezione ciano sono riprese contemporaneamente e proiettate contemporaneamente.

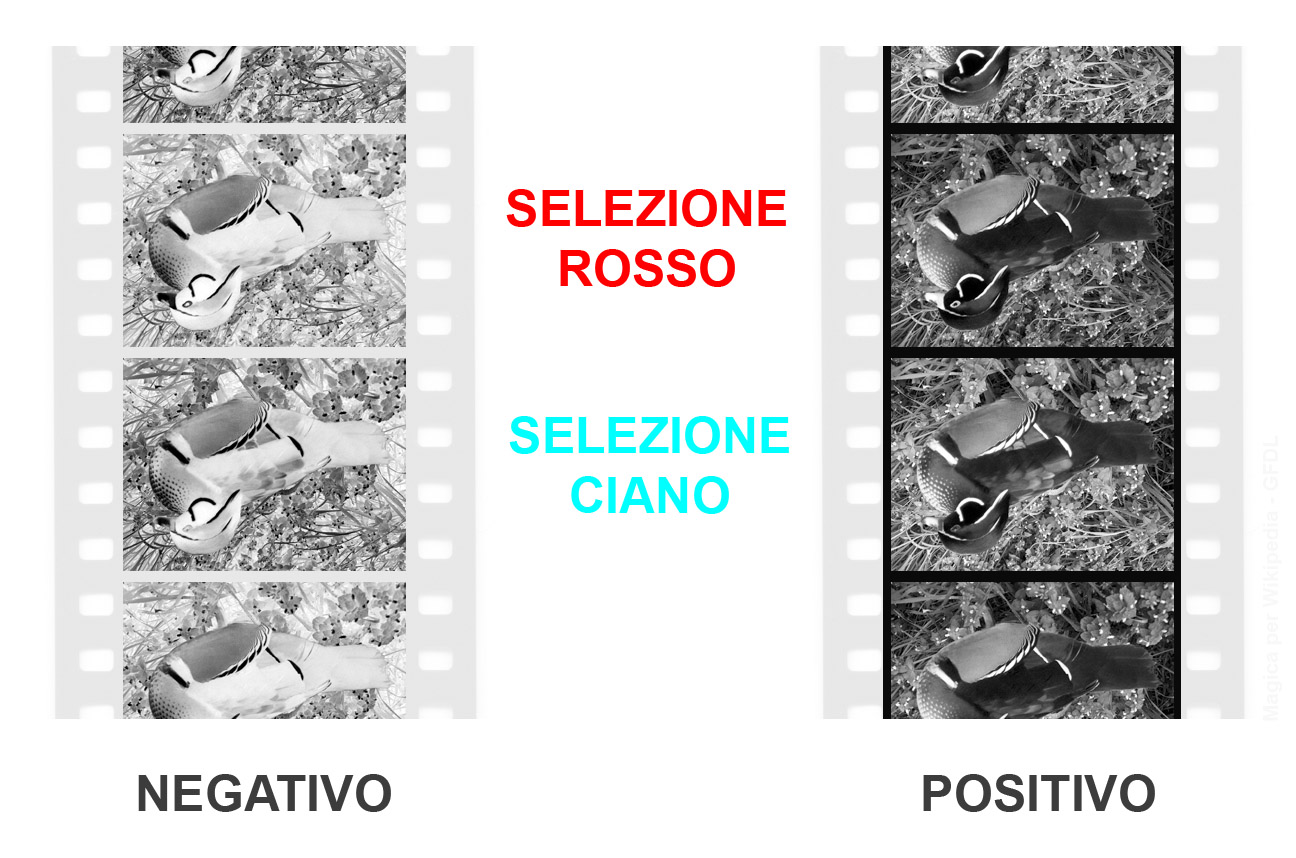
Figura 1: negativo e positivo da proiezione nel Technicolor Process 1

Per la proiezione è necessario un proiettore apposito, con due obiettivi e due filtri rosso e ciano, in grado di proiettare contemporaneamente sullo schermo, a registro, due fotogrammi consecutivi che, fondendosi, permettono di ottenere, per sintesi additiva, una buona gamma di colori. Dietro uno dei due obiettivi un prisma mobile permette di mettere a registro sullo schermo i due fotogrammi.

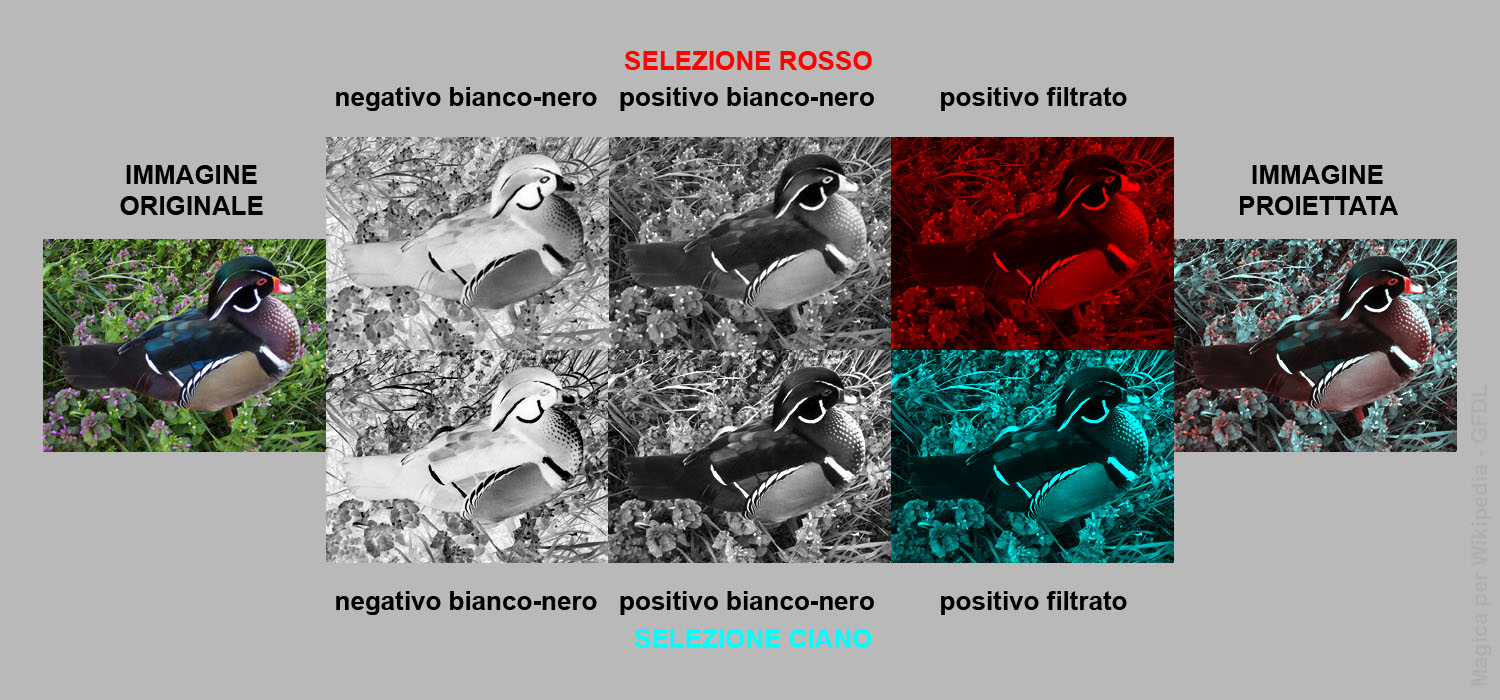
Figura 2: analisi e sintesi additiva bicromatica rosso e ciano utilizzata dal Technicolor Process 1

Nella figura 2 è mostrato il procedimento di analisi e sintesi di colori adottato dal Technicolor Process 1.
Siccome il sistema richiede di esporre e di proiettare due fotogrammi per volta, la velocità della pellicola è doppia rispetto a quella normale (32 fotogrammi al secondo anziché 16, come era di norma per i film muti dell'epoca).

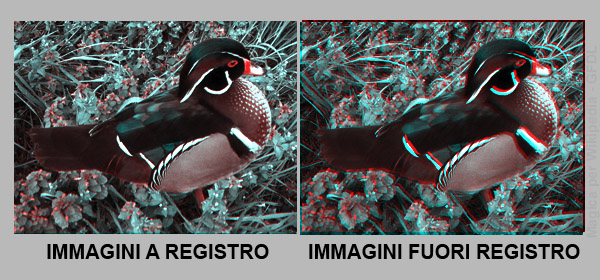
Figura 3: immagini proiettate a registro e fuori registro nel Technicolor Process 1

Nel 1921 (secondo alcune fonti nel 1922) la Technicolor ha interrotto gli studi su questo procedimento, non essendo riuscita a trovare un sistema per evitare che, durante la proiezione, una persona dovesse regolare continuamente il prisma mobile del proiettore, dal momento che le due immagini andavano spesso fuori registro, cioè venivano proiettate non perfettamente sovrapposte, come è mostrato nella figura 3, a destra.
The Gulf Between è l'unico film non sperimentale a essere stato girato, dalla stessa Technicolor, con questo procedimento. Di questo film, girato e proiettato a scopo pubblicitario, sopravvivono solo alcuni fotogrammi, che ritraggono l'attrice Grace Darmond.
Anche alcune sequenze del film Agonia sui ghiacci ("Way Down East") del 1920 sono state girate in Process 1.
Anche la cinepresa per il Technicolor Process 1 fu prodotta in un solo esemplare, attualmente conservato allo Smithsonian National Museum of American History e considerato tesoro nazionale degli Stati Uniti.

### Process 2 - procedimento sottrattivo a due colori

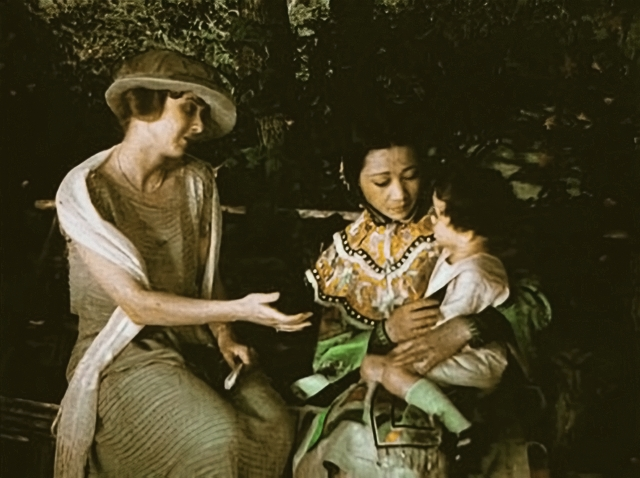
Fotogramma del film Fior di loto

Abbandonato il Technicolor Process 1, nel 1922 la Technicolor introduce un secondo procedimento, sempre a due colori, basato però sulla sintesi sottrattiva, il Technicolor Process 2 (o Technicolor System 2).
Questo procedimento non differisce in linea di principio dal Technicolor Process 1 per quanto riguarda la ripresa; viene però usato un nuovo tipo di cinepresa con un diverso tipo di prisma. A differenza del Technicolor Process 1 per la proiezione invece viene creato un positivo già a colori, che quindi non necessita di un proiettore speciale.

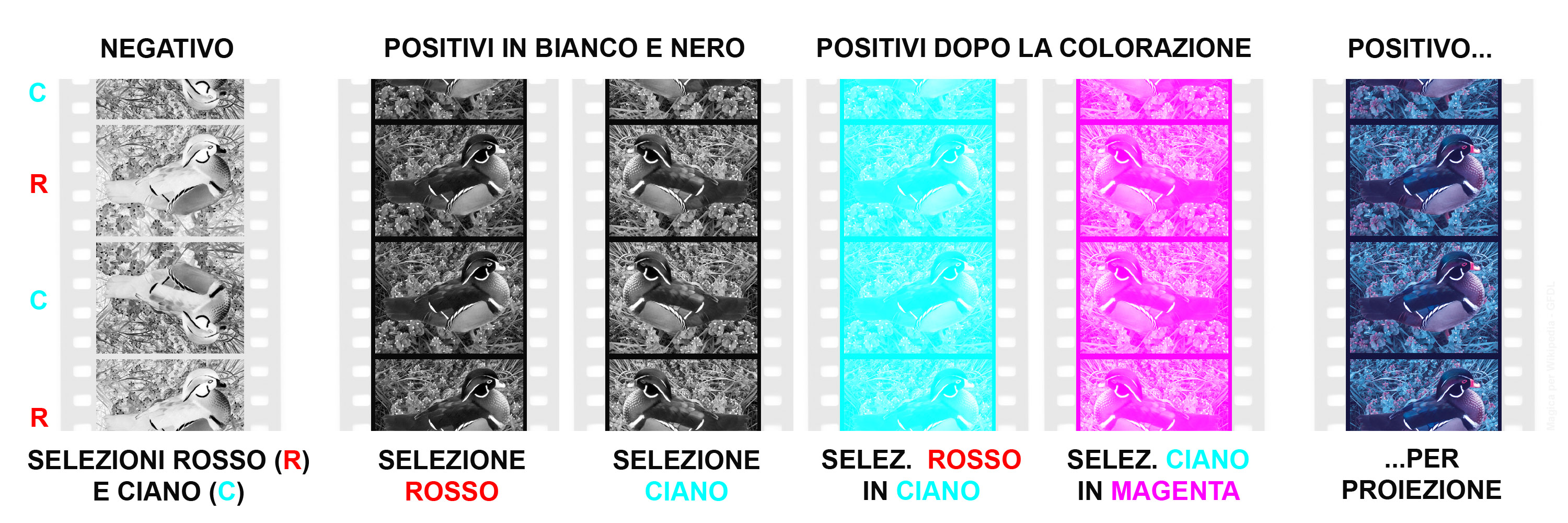
Figura 4: positivi e negativi nel Technicolor Process 2

Precisamente dalla pellicola negativa in bianco e nero (la prima da sinistra nella figura 4), in cui due fotogrammi consecutivi sono stati esposti rispettivamente attraverso un filtro ciano e un filtro rosso, vengono ricavate dapprima due pellicole positive in bianco e nero, una contenente i fotogrammi esposti attraverso il filtro ciano, l'altra quelli esposti attraverso il filtro rosso (la seconda e la terza nella figura 4).
Da queste due pellicole in bianco e nero, che contengono un apposito strato di gelatina, dopo lo sviluppo viene rimosso l'argento. Nella gelatina rimane così l'impronta dell'immagine, che in seguito viene colorata. Precisamente la gelatina della pellicola coi fotogrammi relativi al rosso viene colorata in ciano e quella della pellicola coi fotogrammi relativi al ciano viene colorata in magenta (la quarta e la quinta nella figura 4). Si noti come una delle due pellicole viene stampata riflessa rispetto all'asse di simmetria verticale; questo è necessario perché per ottenere un positivo da proiezione le due pellicole, più sottili di quelle standard, vengono incollate l'una sull'altra, dorso contro dorso (cioè dalla parte del supporto), così da ottenere una pellicola come quella mostrata a destra nella figura 4.
Nonostante la difficoltà di incollare le due pellicole in modo da mantenere perfettamente a registro le coppie di immagini sovrapposte, ciò che crea piccole sbavature di colore durante la proiezione, il sistema divenne il primo a essere utilizzato per la proiezione in sala di pellicole a colori, ottenne un grande successo e rimase in uso fino al 1928 (1927, secondo alcune fonti).
Fior di loto ("The Toll of the Sea"), di Chester M. Franklin, proiettato in prima visione il 26 novembre 1922, è il primo film (un mediometraggio) girato con questo procedimento; The Wanderer of the Wasteland (1924) di Irvin V. Villat è il primo lungometraggio; Il pirata nero (The Black Pirate) (1926) di Albert Parker, con Douglas Fairbanks, è il primo lungometraggio a riscuotere un successo mondiale; The Cavalier (1928) il primo film parlato girato con questo procedimento; Sogni dorati (1927) è l'ultimo film girato in process 2; complessivamente quattro film sono stati girati in process 2 e venti contengono delle sequenze.

### Process 3 - procedimento sottrattivo a due colori a trasferimento di coloranti
Nonostante il grande successo commerciale, il Technicolor Process 2 presenta diversi inconvenienti:
- difficoltà di mettere perfettamente a registro i fotogrammi sovrapposti;
- possibile sfocatura in proiezione, più o meno evidente in relazione alla profondità di fuoco dell'obiettivo del proiettore cinematografico, dovuta al fatto che l'immagine magenta e quella ciano non si trovano sullo stesso piano;
- trascinamento spesso irregolare da parte del proiettore, con frequenti rotture della pellicola, dovuto allo spessore non standard della pellicola da proiezione ottenuta incollando i due positivi colorati;
- maggiore frequenza di graffi, dovuta alla presenza di immagini su entrambe le facce della pellicola da proiezione;
- diversa contrazione del positivo più vicino alla lampada del proiettore rispetto a quello più lontano, con frequenti accartocciamenti e rotture della pellicola, dovuta ai due positivi incollati;
- difficoltà di giuntare la pellicola rotta, sempre dovuta ai due positivi incollati.

Per eliminare questi inconvenienti, dovuti principalmente alle due pellicole incollate, viene sviluppato il Technicolor Process 3 (o Technicolor System 3), basato sul procedimento a colori Handschiegl, che permette di ottenere un positivo da proiezione mediante un procedimento di stampa simile alla litografia. Il Technicolor Process 2 viene abbandonato definitivamente nel 1928 (secondo alcune fonti nel 1927).
La cinepresa Technicolor Process 3 è la stessa usata per il Technicolor Process 2 e pertanto espone, su una pellicola in bianco e nero, due fotogrammi consecutivi per volta: uno attraverso un filtro ciano e l'altro attraverso un filtro rosso.
Il positivo da proiezione è invece ottenuto in modo completamente diverso, col procedimento di stampa già citato sopra, detto a trasferimento di coloranti o a imbibizione di coloranti (nella letteratura in inglese è indicato come dye-transfer, dye-imbibition, IB o I.B.). Precisamente i fotogrammi di selezione del ciano e del rosso vengono stampati su due diverse pellicole in bianco e nero, dette matrici, contenenti una speciale gelatina che, dopo lo sviluppo, riproduce in rilievo le immagini. La matrice di selezione del ciano viene poi imbibita con un colorante magenta e quella di selezione del rosso con un colorante ciano. Entrambe le matrici vengono poi stampate per contatto su una terza pellicola sulla quale è stesa una sostanza in grado di assorbire i coloranti. Quest'ultima costituisce il positivo da proiezione.
Il procedimento è illustrato nella figura 5.

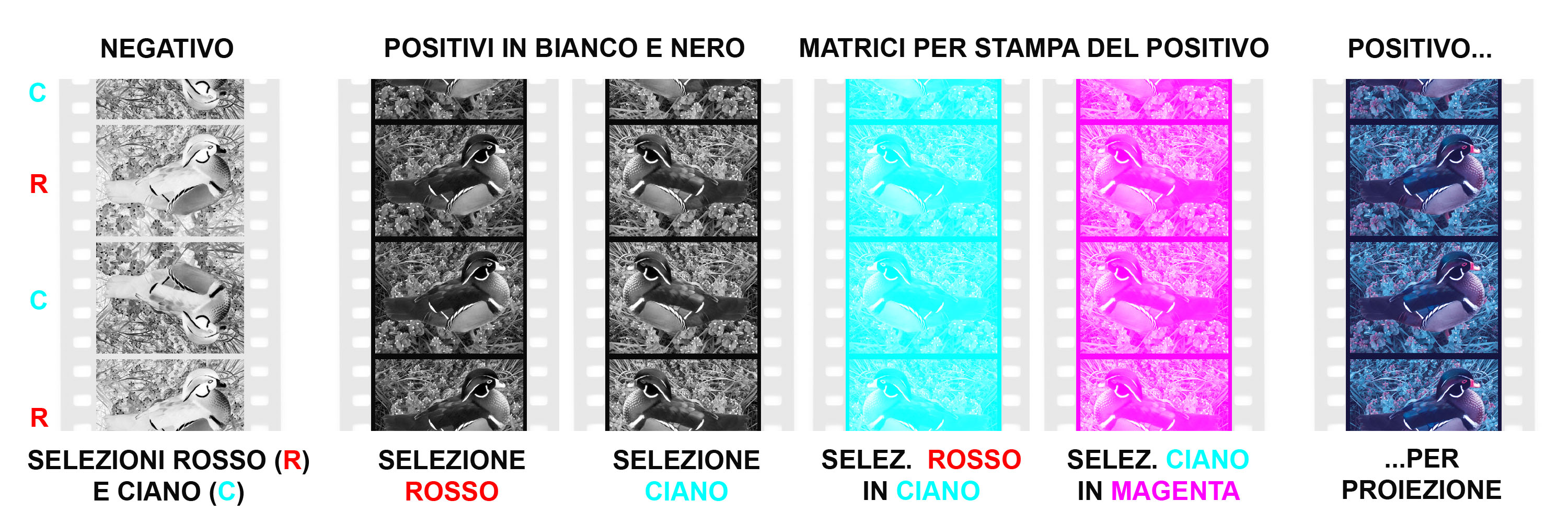
Figura 5: positivi e negativi nel Technicolor Process 3

Nella figura 5, che ha lo scopo di illustrare l'intero procedimento Technicolor Process 3, non è messa in evidenza la struttura in rilievo delle due matrici per la stampa del positivo.
La figura 6 mostra come appaiono tali matrici quando sono illuminate da luce proveniente dal basso. La struttura in rilievo è stata esagerata, usando un'illuminazione quasi radente, a scopo illustrativo. Quando ciascuna delle matrici viene pressata contro la pellicola ricevente, viene trasferito tanto più colorante quanto maggiore è il rilievo. Alla fine si ottiene il fotogramma a destra nella figura.

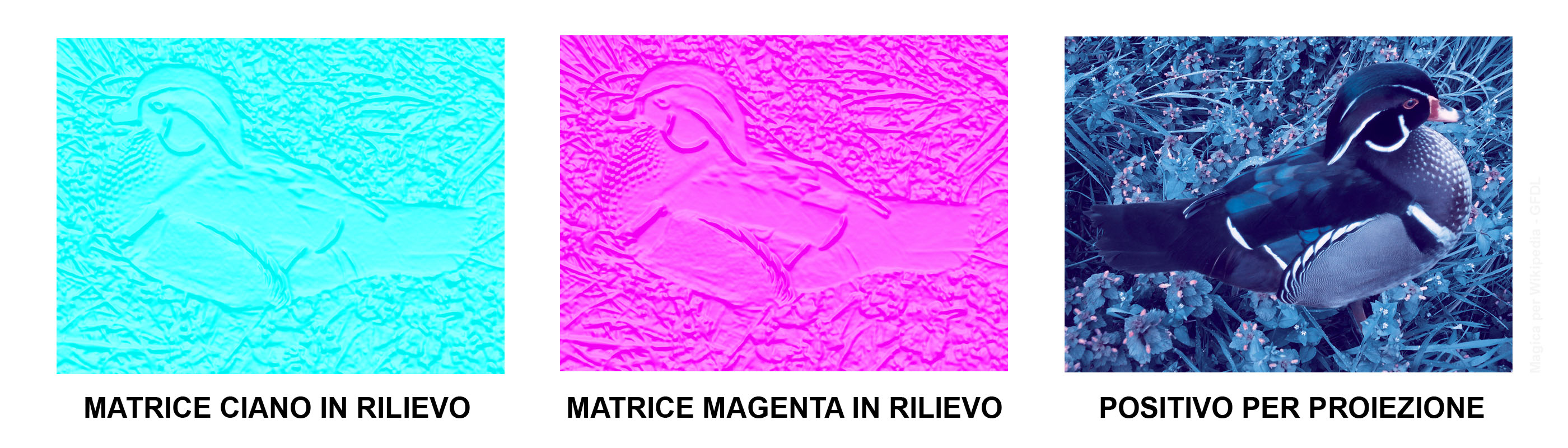
Figura 6: la struttura in rilievo delle matrici nel Technicolor Process 3 e il positivo dopo la stampa

Il primo film girato interamente in Technicolor Process 3 fu I vichinghi (1928), con parlato ed effetti sonori sincronizzati.
Redskin di Victor Schertzinger (1929), con parlato sincronizzato, e L'isola misteriosa (The Mysterious Island) (1929), furono girati quasi interamente in Technicolor Process 3, con poche sequenze in bianco e nero. I film seguenti furono invece girati interamente con questo procedimento: On with the Show! (1929) (il primo film a colori interamente parlato), Gold Diggers of Broadway (1929), The Show of Shows (1929), Sally (1929), Se io fossi re (The Vagabond King, 1930), Follow Thru (1930), Golden Dawn (1930), Hold Everything (1930), The Rogue Song (1930), Song of the Flame (1930), Song of the West (1930), The Life of the Party (1930), Sweet Kitty Bellairs (1930), The Bride of the Regiment (1930), Il serpente bianco (1930), Whoopee! (1930), Il re del jazz (1930), Under a Texas Moon (1930), Bright Lights (1930), Viennese Nights (1931), Woman Hungry (1931), Kiss Me Again (1931) e Fifty Million Frenchmen (1931).
In Technicolor Process 3 furono inoltre girate sequenze di altri film e i primi cartoni animati sonori a colori, prodotti da Ub Iwerks e Walter Lantz.
The Song of the Flame, del 1930, fu il primo film, sempre girato in Technicolor Process 3, a fare uso di un sistema a schermo panoramico con pellicola a 65 mm: il Vitascope.
Con la crisi economica del 1929 iniziò il declino del Technicolor Process 3: i grandi studi non erano più in grado di finanziare produzioni costose e gli spettatori sembravano accontentarsi del vecchio bianco e nero, ora arricchito dal sonoro. La Technicolor tuttavia, che già nel 1924 aveva iniziato a studiare un nuovo procedimento a tre colori e che proprio nel 1929 ne aveva cominciato la sperimentazione, non abbandonò subito il Process 3 e nel 1931 introdusse dei miglioramenti volti a ridurre la grana e a migliorare la resa cromatica. Il Technicolor Process 3 raggiunse il suo apice col film La maschera di cera, prodotto nel 1933 dalla Warner Bros.
Dei film girati in Technicolor Process 3 e Technicolor Process 2 sopravvivono pochissimi negativi originali. Negli anni 1940 la maggior parte, conservata nei magazzini della Technicolor, venne distrutta, dato che nessuna casa di produzione ritenne opportuno ritirarli. I pochi sopravvissuti vennero per lo più usati, negli anni 1950, per ottenere positivi in bianco e nero per la televisione e successivamente anch'essi vennero per la maggior parte distrutti.

### Process 4 - procedimento sottrattivo a tre (e quattro) colori a trasferimento di coloranti

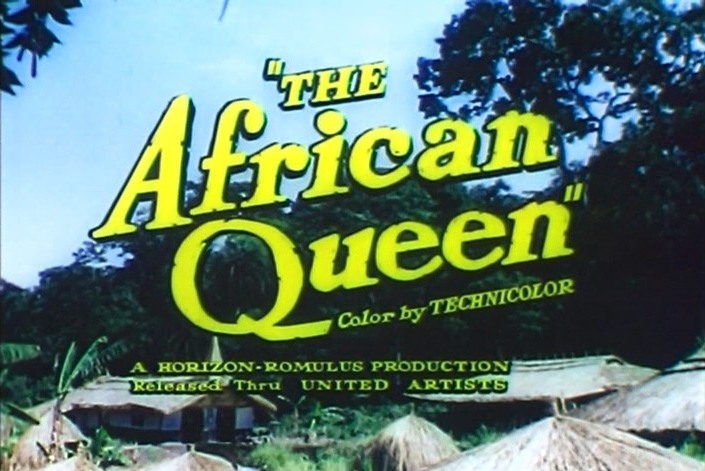
Fotogramma del film La regina d'Africa.

Nel 1932, quando la Technicolor svelò il suo nuovo procedimento a tre pellicole (da cui il nome "three-strip Technicolor") e tre colori, noto come Technicolor Process 4 (o Technicolor System 4), ormai la produzione di film a colori era crollata.
Lo stesso anno Kalmus convinse Walt Disney a girare una delle sue Sinfonie allegre, precisamente Flowers and Trees, col nuovo procedimento. Walt Disney intravide subito le potenzialità del Process 4 e sottoscrisse con la Technicolor un contratto per il suo utilizzo in esclusiva. Questo obbligò gli altri produttori di cartoni animati, ad esempio i Fleischer Studios, e l'Iwerks Studio, a continuare a usare il Process 3 a due colori o a rivolgersi a un altro procedimento a tre colori, il Cinecolor.
La speciale cinepresa Technicolor usata per il Process 4 e chiamata "Technicolor 3-strip camera" faceva uso di tre pellicole in bianco e nero. La luce, dopo aver attraversato l'obiettivo, passava attraverso un prisma contenente uno specchio semitrasparente che la suddivideva in due fasci.
Il primo fascio passava attraverso un filtro verde (che eliminava i colori della gamma del rosso e della gamma del blu, lasciando passare solo quelli della gamma del verde) e andava a impressionare la prima delle tre pellicole, che era di tipo pancromatico, quindi sensibile a tutti i colori dello spettro.
Il secondo fascio passava attraverso un filtro magenta (che eliminava i colori della gamma del verde, lasciando passare quelli della gamma del blu e della gamma del rosso) e andava a impressionare le altre due pellicole, che scorrevano sovrapposte, emulsione contro emulsione. Prima impressionava, passando attraverso il suo supporto, una pellicola di tipo ortocromatico, quindi non sensibile ai colori della gamma del rosso, che pertanto veniva impressionata solo dai colori della gamma del blu e poi, dopo essere passata attraverso un filtro rossastro (che era incorporato in questa pellicola, sopra l'emulsione, e aveva lo scopo di eliminare i colori della gamma del blu), raggiungeva l'ultima pellicola, di tipo pancromatico, che riceveva quindi solo i colori della gamma del rosso.
Durante lo sviluppo il filtro rossastro incorporato nella pellicola ortocromatica veniva eliminato e si ottenevano così i tre negativi di selezione del verde, del blu e del rosso (mostrati in figura 7) e da questi, per stampa su pellicola in bianco e nero, i corrispondenti positivi di selezione (mostrati sempre in figura 7).

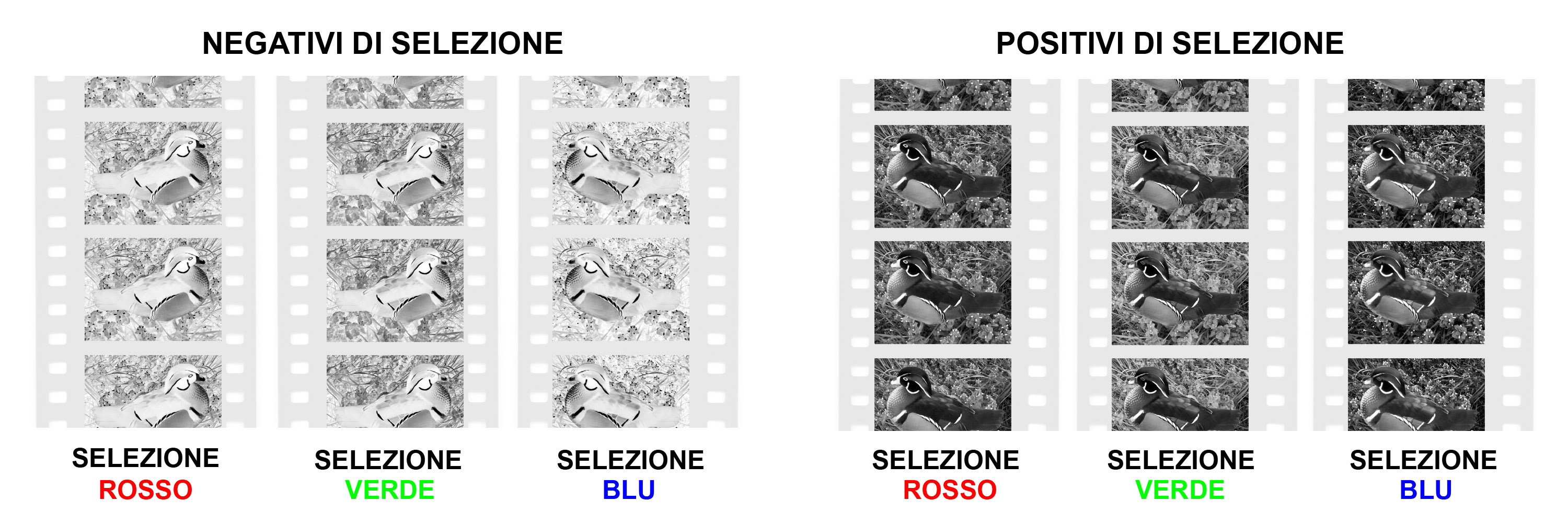
Figura 7: negativi e positivi di selezione nel Technicolor Process 4

Come si può notare confrontando la figura 7 con la figura 5, i fotogrammi del Technicolor Process 4 sono di dimensioni minori rispetto a quelli del Technicolor Process 3. Infatti con l'avvento del cinema sonoro con colonna sonora ottica registrata sulla pellicola, le dimensioni del fotogramma su pellicola a 35 mm vengono standardizzate in 22 mm x 16 mm, cioè il cosiddetto formato Academy Standard. I fotogrammi sui negativi e positivi di selezione del Technicolor Process 4 adottano questo formato appunto per lasciar spazio per la colonna sonora.
Il positivo da proiezione è ottenuto con un metodo derivato da quello del Technicolor Process 3, cioè a trasferimento di coloranti o a imbibizione di coloranti.
Le pellicole su cui sono stampati i fotogrammi di selezione del rosso, del verde e del blu (cioè i positivi di selezione mostrati nella figura 7) vengono stampati su tre diverse pellicole in bianco e nero, dette matrici, le quali contengono una speciale gelatina che, dopo lo sviluppo, riproduce in rilievo le immagini.

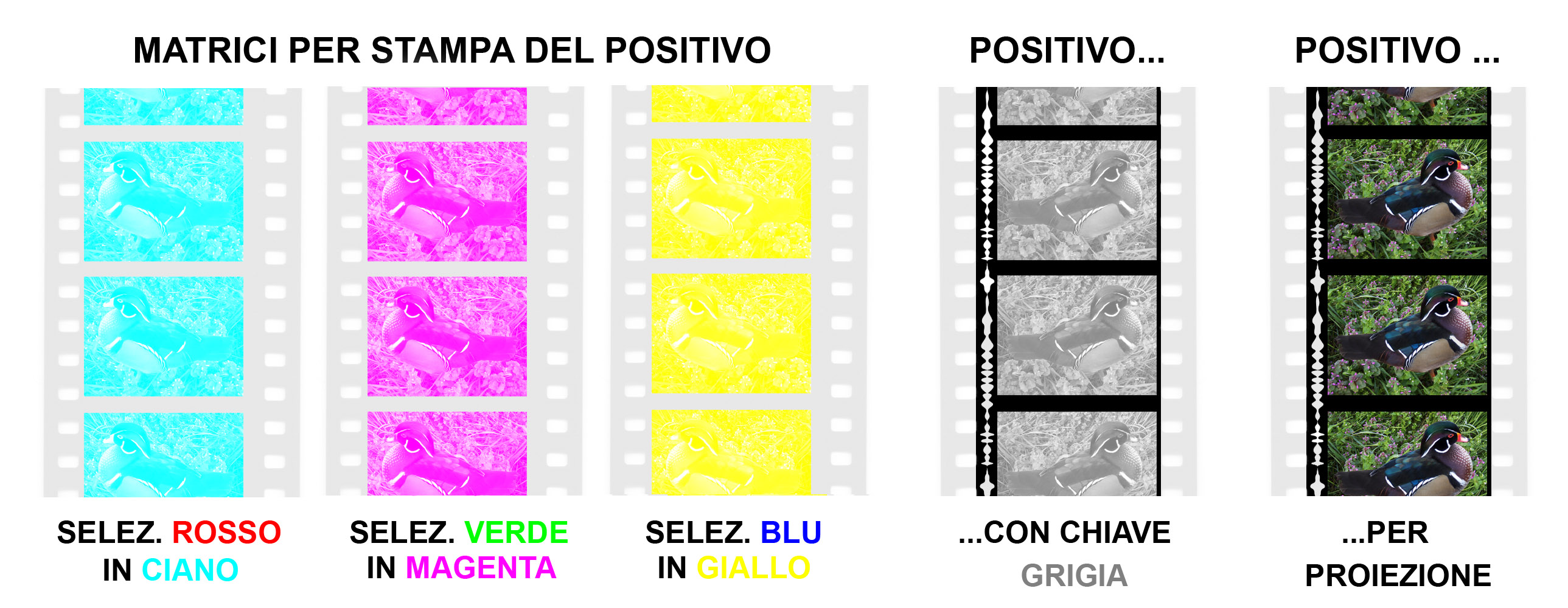
Figura 8: stampa del positivo nel Technicolor Process 4 nel periodo 1932-1945

La matrice di selezione del rosso viene poi imbibita con un colorante ciano, quella di selezione del verde con un colorante magenta e quella di selezione del blu con un colorante giallo. Le matrici colorate (v. figura 8) vengono poi stampate per contatto e perfettamente a registro (la tolleranza non può superare i due centesimi di millimetro) su una terza pellicola sulla quale è stesa una sostanza in grado di assorbire i coloranti. Quest'ultima è una pellicola in bianco e nero sulla quale è stata preventivamente registrata la colonna sonora e sono stati stampati sia gli interfotogrammi neri sia, con una densità del 50%, i fotogrammi relativi alla selezione del verde (v. la quarta pellicola nella figura 8) o, talvolta, relativi alla selezione del blu, detti fotogrammi o immagini chiave (nome mutuato da quello delle lastre chiave usate nella stampa in quadricromia CMYK).

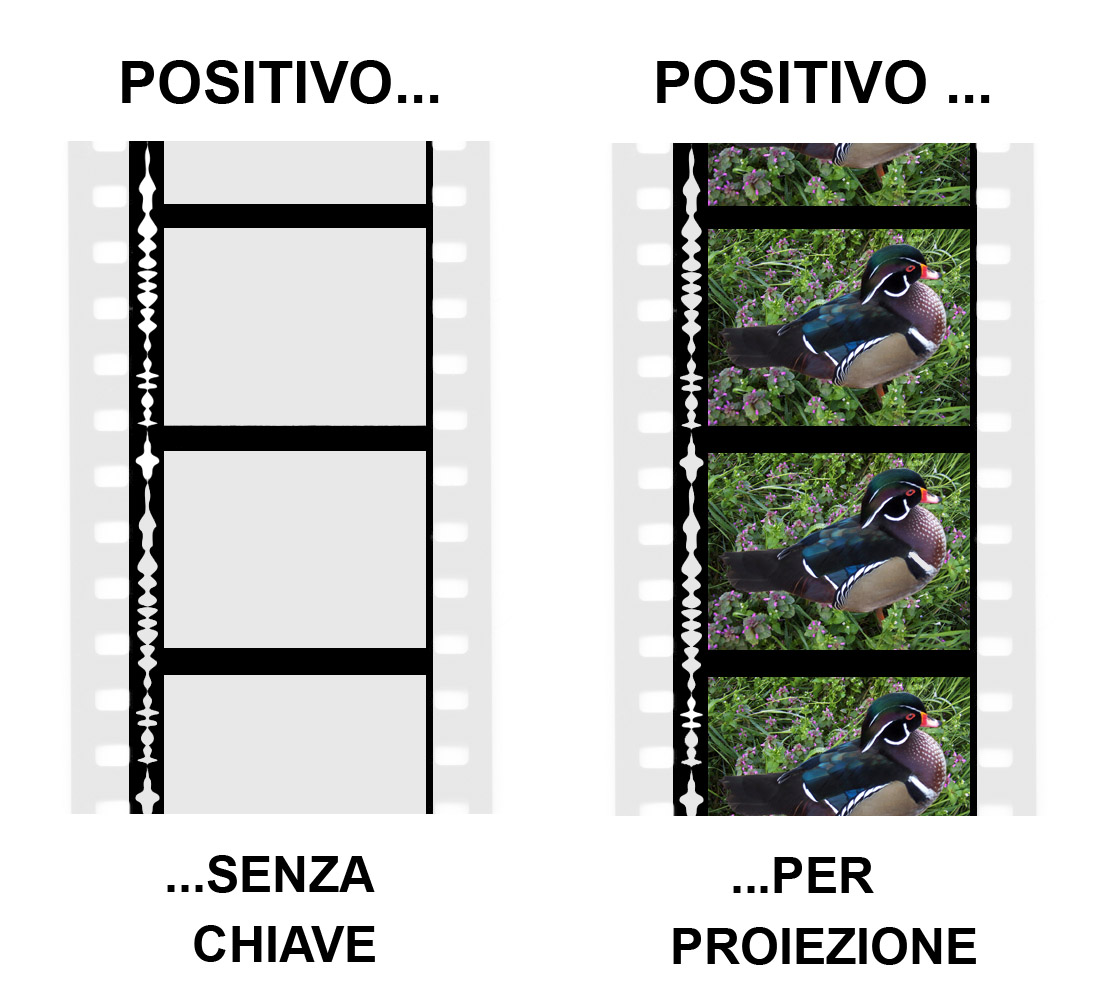
Figura 9: positivo nel Technicolor Process 4 a partire dal 1945

Questo sistema permette di ottenere una colonna sonora di qualità molto migliore di quella che si otterrebbe per stampa dalle matrici colorate. I fotogrammi chiave permettono inoltre di migliorare il contrasto del positivo da proiezione (a destra nella figura 8).
A partire dal 1945 i fotogrammi chiave, ritenuti non più necessari a causa del miglioramento dei coloranti usati per la stampa del positivo da proiezione, vengono abbandonati. Sulla pellicola da proiezione in bianco e nero, prima della stampa dei colori, si continua però sia a registrare la colonna sonora, sia a stampare gli interfotogrammi neri (v. figura 9).
Nella figura 8, che ha lo scopo di illustrare l'intero procedimento di stampa del positivo nel Technicolor Process 4, non è messa in evidenza la struttura in rilievo delle tre matrici per la stampa del positivo.
La figura 10 mostra come appaiono tali matrici quando sono illuminate da luce proveniente dal basso. La struttura in rilievo è stata esagerata, usando un'illuminazione quasi radente, a scopo illustrativo. Quando ciascuna delle matrici viene pressata contro la pellicola ricevente, viene trasferito tanto più colorante quanto maggiore è il rilievo. Alla fine si ottiene il fotogramma a destra nella figura.

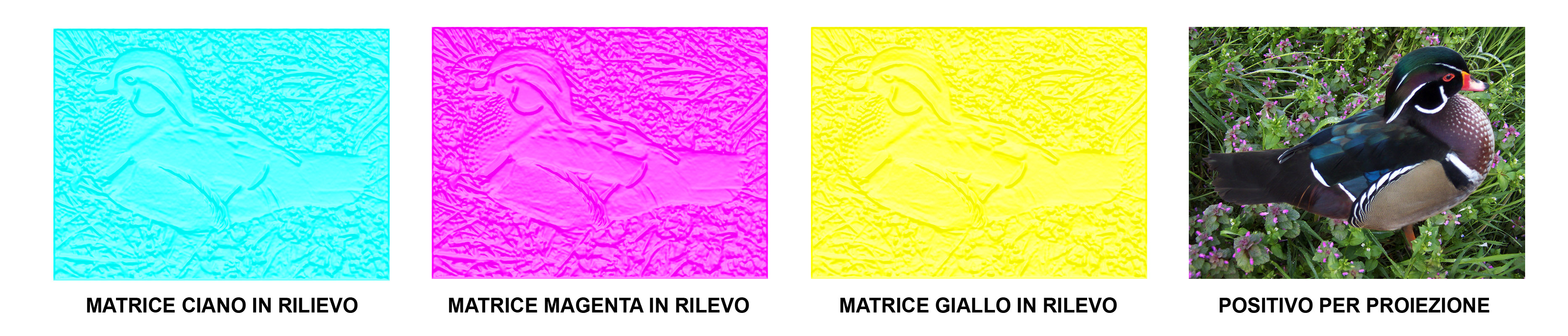
Figura 10: la struttura in rilievo delle matrici nel Technicolor Process 4 e il positivo dopo la stampa

Per quanto riguarda la ripresa di cartoni animati in Technicolor Process 4, si deve notare che gli studi Disney inizialmente usano come cinepresa la "Technicolor 3-strip camera" a tre pellicole, ma nel 1934 passano a una cinepresa con una sola pellicola in bianco e nero a tre esposizioni successive.
Davanti all'obiettivo della cinepresa una ruota con filtri blu, rosso e verde consente di fotografare tre volte, una di seguito all'altra, ciascun disegno e di produrre sulla pellicola tre fotogrammi consecutivi che, dopo lo sviluppo, costituiscono le selezioni del blu, del rosso e del verde del disegno ripreso (v. figura 11).
Dall'unico negativo vengono poi stampati tre positivi di selezione e da questo punto in poi il procedimento è lo stesso usato nel caso di ripresa con la cinepresa a tre pellicole.

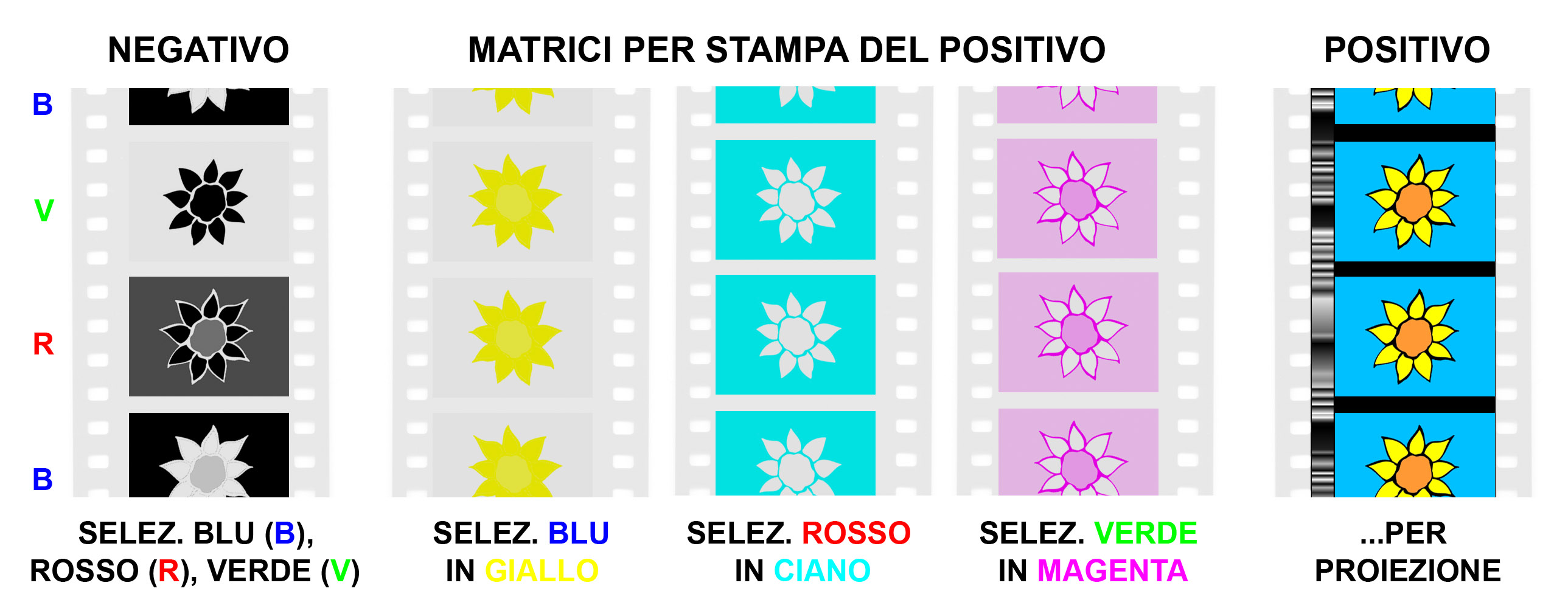
Figura 11: Technicolor Process 4 con cinepresa per cartoni animati a negativo unico usata dagli studi Disney a partire dal 1934

Tornando ai film realizzati in Technicolor Process 4, Flowers and Trees fu un successo di critica e di pubblico e vinse il primo Academy Award for Animated Short Film. Nel Natale del 1932 uscì Santa's Work Shop, a Pasqua del 1933 Funny Bunnie e appena dopo, nel maggio del 1933, I tre porcellini (Three Little Pigs), che diventò subito famosissimo, seguito, nel marzo del 1934, da I tre porcellini e Cappuccetto Rosso (Big Bad Wolf). Walt Disney aveva visto giusto: con l'adozione del Technicolor le Silly Simphonies ormai avevano più successo dei cartoni in bianco e nero della serie "Mickey Mouse". Per questo motivo anche per quest'ultima serie fu adottato il Technicolor.
Secondo la rivista Fortune, "Merian C. Cooper, produttore per la RKO Radio Pictures e regista di King Kong (1933), vide una delle Silly Simphonies e disse che mai più avrebbe desiderato girare un film in bianco e nero".
In realtà gli studi di Hollywood, che avrebbero tratto vantaggio dall'adozione del Technicolor per i lungometraggi, erano piuttosto restii a farlo, per diversi motivi.
- L'enorme livello di illuminazione richiesto. Infatti a causa sia del prisma che suddivideva in due il fascio di luce proveniente dall'obiettivo, sia dei due filtri colorati, sia della bassa sensibilità delle pellicole usate, l'esposizione andava calcolata come se le pellicole avessero una sensibilità di 5 ASA o, secondo l'unità di misura della sensibilità attualmente usata, di 5/8° ISO.
- Le dimensioni delle cineprese a tre pellicole.
- La mancanza di esperienza nelle riprese a colori.

A ciò si aggiungeva il fatto che i costi di produzione sarebbero lievitati non poco (basti solo pensare al consumo di pellicola negativa, triplo rispetto a quello necessario per riprese in bianco e nero, e all'enorme consumo di energia elettrica).
Nonostante ciò il 16 febbraio 1934 esce The Cat and the Fiddle, della MGM, il primo film che, anche se girato per la maggior parte in bianco e nero, contiene, nel finale, un numero musicale in Technicolor Process 4. Seguono, il 28 luglio e il 5 agosto 1934, i due cortometraggi musicali Service With a Smile, di 17 minuti, e Good Morning, Eve!, di 19 minuti, entrambi della Warner Brothers.
La Pioneer Pictures, una compagnia cinematografica creata da Kalmus e dal finanziere Jock Whitney, produce La Cucaracha, spesso accreditato, anche se impropriamente, come il primo film d'azione girato in Technicolor Process 4. Uscito nelle sale il 31 agosto 1934, è una breve commedia musicale in due rulli, della durata di 20 minuti, costata circa 50 000 dollari, più del triplo di un film in bianco e nero di pari durata. Distribuito dalla RKO, ottiene un grande successo di pubblico.
Nello stesso anno il Technicolor Process 4 è usato, per brevi sequenze, in altri film: ad esempio nelle sequenze finali di The House of Rothschild (20th Century Pictures/United Artists), con George Arliss e Kid Millions (Samuel Goldwyn Studios), con Eddie Cantor.
Becky Sharp, uscito il 28 giugno 1935, prodotto dalla Pioneer Pictures e distribuito dalla RKO, è il primo lungometraggio (84 minuti) d'azione girato interamente col procedimento a tre pellicole.
Inizialmente il Technicolor Process 4 viene usato solo per riprese in interni finché, nel 1936, in The Trail of the Lonesome Pine, vengono inserite sequenze di grande impatto visivo girate in esterni.
Ma è il clamoroso successo di Biancaneve e i sette nani, il film d'animazione della Walt Disney uscito il 21 dicembre 1937, a decretare il definitivo successo del Technicolor Process 4, che ormai a ragione può fregiarsi dell'appellativo di Glorious Technicolor ("glorioso Technicolor").

### Process 5 - procedimento sottrattivo a tre colori a trasferimento di coloranti

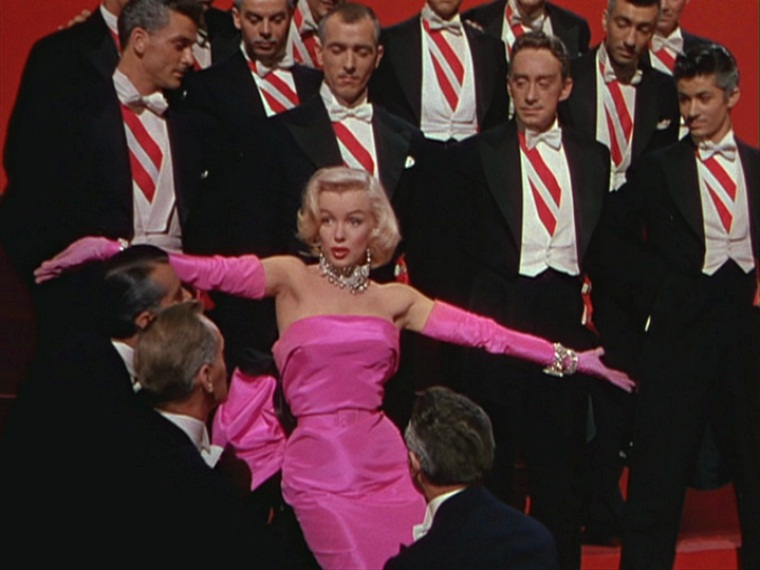
Fotogramma del film Gli uomini preferiscono le bionde

Fotogramma del film Il padrino - Parte II

Il glorioso Technicolor Process 4 presentava alcuni punti deboli.
- Uno dei principali era costituito, come già accennato, dalla necessità (salvo che per i cartoni animati) di usare le speciali cineprese a tre pellicole che, oltre a essere grandi e pesanti, potevano solo essere noleggiate.
- Insieme alle cineprese, la Technicolor "forniva" anche diversi tecnici e un "consulente della Technicolor per il colore", in altre parole una persona che controllava che le scene, i costumi e il trucco fossero adatti per la ripresa a colori. Spesso il consulente per il colore era Natalie Kalmus, ex moglie di Herbert Kalmus e comproprietaria della compagnia.
- La necessità di suddividere il fascio di luce proveniente dall'obiettivo e di filtrarlo, unita all'intrinseca bassa sensibilità dei negativi usati, richiedeva un altissimo livello d'illuminazione. La temperatura sul set del film Il mago di Oz (The Wizard of Oz), girato nel 1939, superò spesso i 38 °C, costringendo gli attori in costume a bere in continuazione per sopperire alla perdita di liquidi dovuta alla sudorazione. Alcuni attori che girarono film con questo procedimento lamentarono, sempre a causa dell'elevata illuminazione, danni alla vista.

Tutto ciò non solo rappresentava un inconveniente, ma contribuiva a far lievitare i costi di produzione.
L'ideale sarebbe stato poter disporre di un unico negativo a colori da poter usare in una normale cinepresa per il bianco e nero, dal quale ricavare le tre matrici per la stampa del positivo. Lo sostiene lo stesso Kalmus nel resoconto annuale agli azionisti della Technicolor, quando precisa che i suoi ricercatori "stanno cooperando con la compagnia Eastman Kodak per sviluppare un procedimento fotografico che usi, invece di tre pellicole, un unico negativo, o monopack, con tre emulsioni sovrapposte su un singolo supporto [...] da cui trarre le stampe Technicolor a imbibizione. Un tale originale potrebbe essere esposto mediante qualsiasi cinepresa standard per il bianco e nero con vantaggi meccanici e di costo rispetto ai tre negativi".
In realtà pellicole a colori in grado di registrare le tre selezioni cromatiche su un unico supporto erano già state sviluppate: nel 1935 l'Eastman Kodak aveva messo sul mercato la pellicola invertibile Kodachrome, inizialmente nella versione a 16 mm per uso cinematografico amatoriale e, nel 1936, nelle versioni a 8 mm per uso cinematografico amatoriale e 35 mm per diapositive; nel 1936 l'Agfa aveva messo sul mercato la pellicola invertibile Agfacolor-Neu e, nel 1939, il negativo Agfacolor.
Nel 1939 anche la Technicolor, in collaborazione con l'Eastman Kodak, sviluppò la sua prima pellicola monopack, in realtà una versione speciale a basso contrasto del Kodachrome a 35 mm, da usare in situazioni in cui non fosse stato agevole usare la cinepresa a tre pellicole. Dal positivo a colori (figura 12), attraverso tre filtri rosso, verde e blu, venivano ricavati tre negativi di selezione. Da questo punto in avanti il procedimento era lo stesso del Technicolor Process 4 (figure 7 e 8).

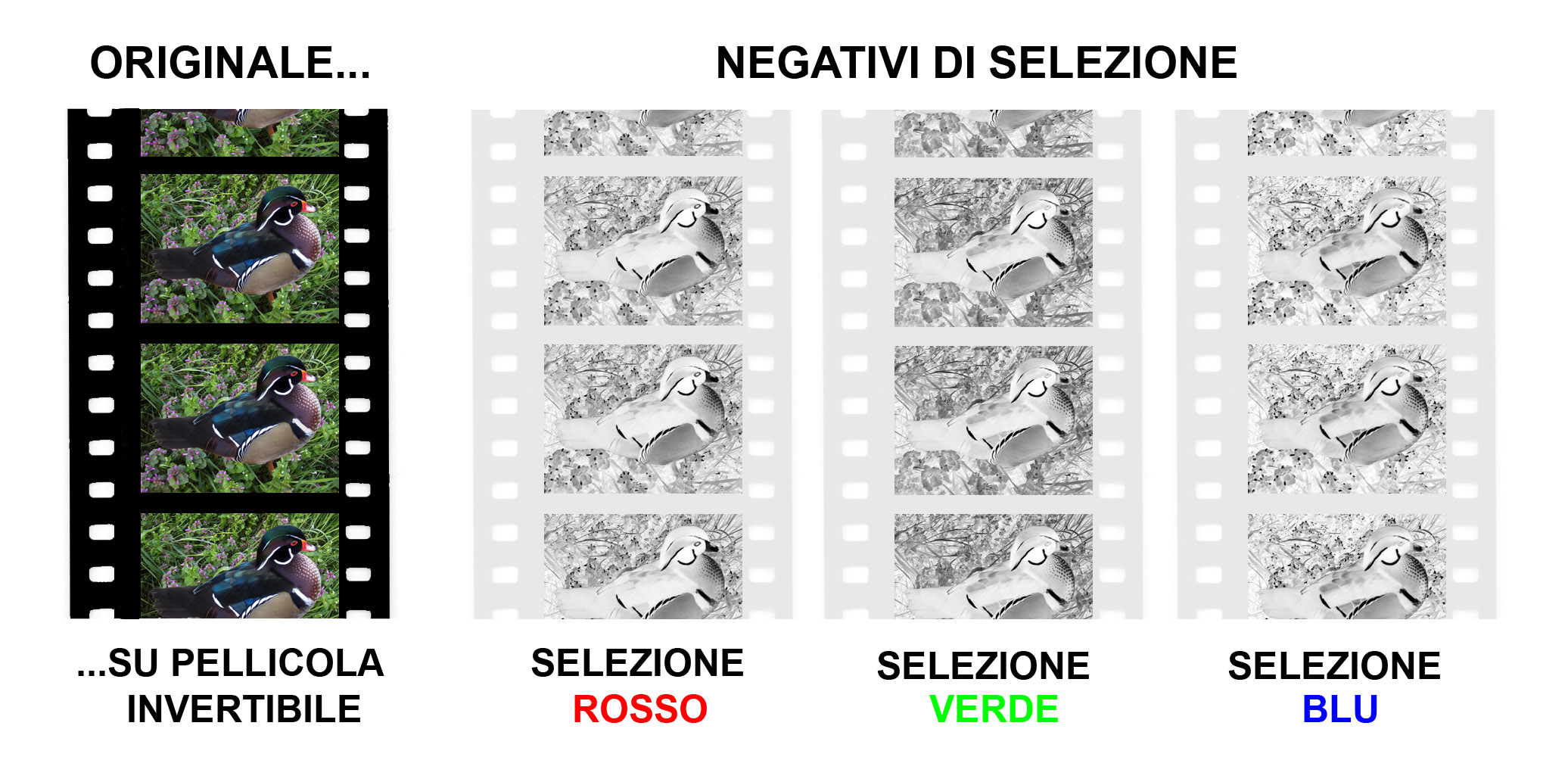
Figura 12: Technicolor con ripresa su pellicola monopack invertibile

Il procedimento monopack invertibile fu usato per le riprese aeree in Bombardieri in picchiata (Dive Bomber, 1941) e in Capitani delle nuvole (Captains of the Clouds, 1942), per le scene dell'incendio in Presi tra le fiamme (The Forest Rangers, 1942), per gli esterni in Torna a casa, Lassie! (Lassie Come Home, 1943), per gli esterni e gli interni in Thunderhead, Son of Flicka (1944), per gli esterni girati in Africa in Le miniere dei re Salomone (King Salomon's Mines, 1950) e per alcune sequenze in Squilli di primavera (Stars and Stripes Forever, 1952).
La Walt Disney, per la sua serie di documentari La natura e le sue meraviglie (True Life Adventures) usò spesso una versione modificata del procedimento monopack invertibile: le riprese erano effettuate su pellicola Kodachrome a 16 mm dalla quale, per ingrandimento ottico, venivano ricavati tre negativi di selezione a 35 mm. Da questo punto in avanti il procedimento era lo stesso del Technicolor Process 4 a tre pellicole.
Il procedimento monopack invertibile, che si può considerare il precursore del Technicolor Process 5 (o Technicolor System 5), non riuscì tuttavia a soppiantare quello a tre pellicole, essenzialmente perché i positivi da proiezione soffrivano di una grana troppo evidente.
Intanto nel 1950 l'Eastman Kodak aveva introdotto sul mercato la sua prima pellicola negativa a colori per uso cinematografico con maschera, l'Eastman Color Negative Film 5247 e, nel 1952, una sua versione migliorata, l'Eastman Color Negative Film 5248. Le caratteristiche di quest'ultima permettevano finalmente di sostituire il Technicolor Process 4 con un nuovo procedimento, il Technicolor Process 5. 
Foxfire (1955) della Universal, con Jane Russell e Jeff Chandler, fu l'ultimo film americano girato con cineprese a tre pellicole.

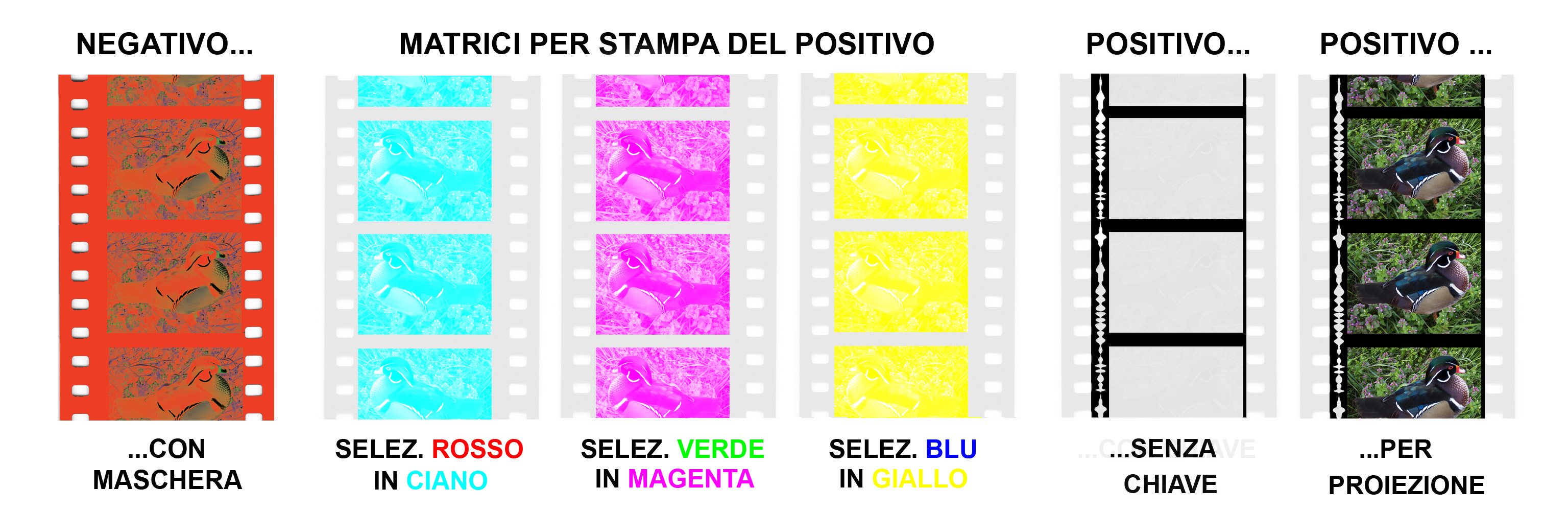
Figura 13: Technicolor Process 5

Nel Technicolor Process 5 (figura 13) la ripresa veniva effettuata su pellicola negativa a colori con maschera. Da questa, dopo lo sviluppo, si ottenevano le tre matrici con le immagini in rilievo che, come nel Technicolor Process 4, venivano imbibite con coloranti ciano, magenta e giallo e stampate per contatto su una terza pellicola che costituiva il positivo da proiezione.
La Technicolor adattò nel 1953 i suoi laboratori di sviluppo e stampa al Process 5.
Nello stesso anno la Technicolor presentò una cinepresa per riprese stereoscopiche. In realtà si trattava dell'unione di due cineprese a tre pellicole (quindi per il Process 4), tre per le riprese delle immagini destinate all'occhio destro e tre per quelle destinate all'occhio sinistro. Con questa cinepresa furono girati solo due film, entrambi nel 1953: Contrabbando a Tangeri (Flight to Tangier), con Jack Palance, Joan Fontaine e Corinne Calvet, e I figli del secolo (Money From Home), con Dean Martin e Jerry Lewis.
Nel 1954 il Process 5 fu adattato al sistema a schermo panoramico VistaVision e in seguito ai formati, sempre a schermo panoramico, Todd-AO, Ultra Panavision 70 e Technirama. A partire dal 1954, molti dei film a colori prodotti negli Stati Uniti furono girati in Eastmancolor o Anscocolor, tuttavia essi continuavano a essere stampati in Technicolor.
Il declino del Technicolor Process 5 era però già iniziato. Già nel 1950 la Kodak, oltre alla già citata pellicola negativa a colori "Eastman Color Negative Film 5247", aveva immesso sul mercato una pellicola per stampa diretta da tale negativo, l'"Eastman Color Print Film 5381". Le due pellicole furono usate nel 1951 per il film Royal Journey.
L'introduzione dell'"Eastman Color Negative Film 5248" nel 1952 e dell'"Eastman Color Print Film 5382" nel 1953 permise di ottenere risultati ancora migliori e cominciarono ad aumentare i film girati con questo sistema, nonostante i colori dei positivi da proiezione (come pure dei negativi) si alterassero in breve tempo, al contrario di quelli stabilissimi delle stampe Technicolor a trasferimento di colorante.
L'ultimo film americano stampato col Process 5 fu Il padrino - Parte II (The Godfather, Part II), del 1974.
Nel 1975 i laboratori Technicolor degli Stati Uniti abbandonarono il Process 5 per il sistema di stampa diretta negativo-positivo. In Europa l'ultimo laboratorio Technicolor a trattare il Process 5 fu quello di Roma, che nel 1977 stampò il film Suspiria di Dario Argento, e che abbandonò il procedimento nel 1980. Il laboratorio inglese abbandonò il sistema nel 1978 e vendette la linea di sviluppo e stampa alla cinese Beijing Film & Video Lab.
In Cina e a Hong Kong furono stampati diversi film col Process 5, fra i quali Ju Dou di Zhang Yimou (1990) e Alien Space Avenger (1989) diretto da Richard W. Haines di produzione americana. Il laboratorio cinese abbandonò il Process 5 nel 1993.

### Process 6 - procedimento sottrattivo a tre colori a trasferimento di coloranti
Nel 1997 la Technicolor introdusse un nuovo procedimento, il Technicolor Process 6 (o Technicolor System 6), sempre con ripresa su pellicola negativa a colori con maschera e stampa del positivo da proiezione a trasferimento di coloranti. Questo procedimento era più economico del precedente Process 5, e tuttavia in grado di produrre positivi da proiezione dai colori brillanti e resistenti.
Il Technicolor Process 6 è stato usato per pochi film, quali: Batman & Robin (1997), Bulworth - Il senatore (Bulworth, 15/05/1998), Godzilla (20/05/1998), L'allievo (Apt Pupil, 23/10/1998), La sottile linea rossa (The Thin Red Line, 25/12/1998), Toy Story 2 - Woody e Buzz alla riscossa (24/11/1999), Ogni maledetta domenica (Any Given Sunday, 22/12/1999), The Family Man (22/12/2000), Prima o poi mi sposo (The Wedding Planner, 26/01/2001), Bandits (12/10/2001), Pearl Harbor (25/05/2001), e alcune riedizioni, quali: Il mago di Oz (The Wizard of Oz, versione originale: 1939), Via col vento (Gone with the Wind, versione originale: 1939), La finestra sul cortile (Rear Window, versione originale: 1954), Il gigante (Giant, versione originale: 1956), La donna che visse due volte (Vertigo, versione originale: 1958), Funny Girl (versione originale: 1968), Apocalypse Now Redux (2001: una versione estesa del film Apocalypse Now del 1979).
La resa cromatica che questo procedimento permetteva di ottenere, spesso ricercata da registi desiderosi di ricreare i colori del glorioso Technicolor e difficile da ottenere coi metodi di stampa negativo-positivo ad alta velocità, ne ha decretato l'iniziale successo.
Purtroppo il procedimento presentava anche degli inconvenienti che rendevano problematico il controllo di qualità: distorsione nel contrasto, scolorimenti, distacco dell'emulsione durante la proiezione, anche con danni al proiettore. Per di più una stampa negativo-positivo ad alta velocità della Kodak richiedeva un centesimo del tempo necessario per una stampa col Process 6 e, con l'introduzione delle pellicole Kodak Vision, permetteva ormai di ottenere colori brillanti e neri profondi.
L'azienda francese Thomson SA acquistò nel 2001 la Technicolor, Inc. dalla britannica Carlton Communications e, nel 2002, abbandonò il Process 6.

## Technicolor Italiana
La Technicolor Italiana venne aperta a Roma nel 1955 e cinque anni dopo diventa operativo il primo laboratorio per produrre pellicole per il mercato europeo.
Nel corso degli anni, la "Technicolor" è stata utilizzata da molti registi italiani, tra cui Michelangelo Antonioni, Federico Fellini, Pier Paolo Pasolini e Luchino Visconti. Nel 1961, la "Technicolor Italiana" ha introdotto "Techniscope" (detto anche "2-perf"), che dimezzava le dimensioni del fotogramma del sistema standard a quattro fori, pur creando un'immagine widescreen e risparmiando così una notevole quantità di pellicola. Più di 350 film sono stati fotografati in "Techniscope" tra il 1960 e il 1980, molti di loro sono spaghetti western. Il regista Sergio Leone, in particolare, utilizza la maggiore profondità di campo "Techniscope" a suo vantaggio, creando composizioni innovative per esaltare le sue riprese.
Lo stabilimento romano della ex "Technicolor Italiana" ha chiuso il 31 dicembre 2013.
Technicolor opera in Italia (al 31 dicembre 2016) con due società:
- Technicolor Connected Home Italy S.r.l. a Milano;
- Technicolor Milan S.r.l. a Marzano (e Roma).